# Китайский язык
Кита́йский язы́к (также китайские, синитские, синитические языки; самоназвания: кит. 中文, кит. трад. 漢語, упр. 汉语 и другие) — язык или языковая ветвь сино-тибетской языковой семьи, состоящая из множества идиомов, между которыми может полностью отсутствовать взаимопонятность. Является наиболее распространённой в мире на 2025 год совокупностью языков и диалектов с общим числом говорящих в более 1,3 млрд человек.
Китайские идиомы весьма сильно различаются между собой, и потому рассматриваются большинством языковедов как самостоятельная языковая ветвь, состоящая из отдельных, хотя и родственных между собой, языковых и/или диалектных групп.
Большинство из них записывается китайскими иероглифами, которые, однако, неодинаковы в разных странах, где широко используются китайские языки.
Стандартная форма севернокитайского языка является официальным языком КНР (путунхуа) и Тайваня (гоюй), а также одним из шести официальных и рабочих языков ООН.
В России под словосочетанием «китайский язык» (в том числе в образовательных программах) чаще всего имеется в виду севернокитайский язык и/или его стандартные варианты такие как в КНР — путунхуа, на Тайване — гоюй, в юго-восточной Азии (в частности в Сингапуре) — хуаюй, основанные на пекинском диалекте севернокитайского языка.

## Терминология
Здесь и далее термины, написанные иероглифами, даны в формате «традиционные иероглифы [упрощённые иероглифы]» (там, где написание различается)

### Самоназвание
Китайские идиомы в целом называют «китайский язык; китайское письмо» (中文). Этот термин наиболее употребителен и нейтрален. Хотя у него может присутствовать коннотация «письменного языка» (文), он также используется и для обозначения устной речи. В КНР и на Тайване он неформально может использоваться для обозначения только севернокитайского языка, что противопоставляется, например, «тайваньскому языку» (台語 [台语]) и другим китайским идиомам, однако официально такое использование не приветствуется. В Гонконге и Макао же, напротив, понятие «китайский язык» (中文) обозначает прежде всего (устный) кантонский язык, в отличие от севернокитайского.
Термин «язык хань; ханьская речь» (漢語 [汉语]) часто используется в КНР в контексте преподавания китайского (севернокитайского языка) иностранцам или этническим меньшинствам. У этого термина есть коннотация «устного языка» (語 [语]), однако он также используется и для обозначения письменного — например, в термине «древнекитайский язык» (古代漢語 [古代汉语]), который ныне доступен только в письменной форме.
Термин «национальный язык; государственный язык» (國語 [国语]), обозначающий только севернокитайский язык, но не другие китайские идиомы, официально используется на Тайване, неформально также в КНР. Этот же термин в других странах Восточной Азии может означать соответствующие государственные языки: в Маньчжурской империи Цин так называли маньчжурский язык, ныне в Японии кокуго (国語 こくご) это «японский язык», в Южной Корее куго (國語 국어) — «корейский язык», в малайзийской китайской общине так называют малайский язык, и т. д.
Термин «язык хуа» (華語 [华语]) также обозначает только севернокитайский, используется официально в странах Юго-Восточной Азии: Сингапуре, Малайзии, Индонезии и т. д. На Тайване этот термин используется вместо «национальный язык» (國語 [国语]) в контексте преподавания севернокитайского иностранцам или для различения с другими официально признанными языками, включая тайваньский язык и язык хакка.
Термин «язык хань; ханьское письмо» (漢文 [汉文]) нечасто используется в современном Китае, но распространён в Японии и Корее применительно к классическому китайскому языку (камбуну и ханмуну, соответственно). Так, в Японии словари с классического китайского на японский будут называться кан-ва (漢和), в то время как словари с современных китайских языков (прежде всего севернокитайского) на японский называются тю-нити (中日).

### Вопрос «язык или диалект»
Для китайских идиомов остро стоит вопрос об отнесении их к единому «китайскому языку» или группе родственных «китайских» или «синитических» языков.
Аргументы в пользу термина «китайские языки» включают:
- китайские языки не взаимопонятны друг с другом, они отличаются на всех уровнях: в фонетике, лексике и грамматике;
- китайские языки начали расходиться более тысячи лет назад (примерно в то же время латынь распалась на романские языки); они не образуют континуума — между ними существуют сравнительно чёткие языковые границы, особенно между севернокитайским и южнокитайскими языками;
- китайские языки имеют различные письменные традиции, складывавшиеся уже в позднем Средневековье — обычно они используют китайские иероглифы, однако текст на одном из китайских языков не будет совпадать с тем же текстом на другом китайском, как и, например, на японском;
- китайские языки воспринимаются как «языки» (語 [语]) самими китайцами, термин «диалект» (方言) же для них используется лишь в некоторых лингвистических трудах в КНР, политически мотивирован и калькирован с западной терминологии; кроме того, носители разных китайских языков имеют разные культуры и идентичности, их объединение в «ханьцев» является поздним искусственным конструктом.

Аргументы в пользу термина «китайские диалекты» включают:
- китайские диалекты бытуют на территории единой страны — Китая, и среди людей одной этнической группы — ханьцев, которые имеют общую культуру и долгую историю совместного проживания;
- китайские диалекты записываются китайскими иероглифами — логографическим письмом, которое позволяет сгладить фонетические различия между ними: один иероглиф записывает одну морфему, имеющую одинаковое значение независимо от того, как она произносится;
- китайские диалекты не имеют официального статуса ни в одной стране (за исключением тайваньского языка и языка хакка со статусом «национальных» в частично признанной Китайской республике (Тайвань)), в настоящее время все государства с китайским в качестве официального языка используют в делопроизводстве общий язык, основанный на пекинском диалекте.

#### В Китае
Ныне в самом Китае различные китайские идиомы в обиходе, в СМИ и даже в региональных законодательных актах часто называют «языками» (語 [语]). Например, используются названия:
- «кантонский язык» (粵語 [粤语]);
- «язык у» (吳語 [吴语]);
- «южноминьский язык» (閩南語 [闽南语])

и т. п.
Эти термины регулярно используются в контрасте с названиями других языков, и даже с севернокитайским, к которому применяют термин «китайский, ханьский язык» 漢語 [汉语], например:
Когда кто-то празднует день рождения, мы поем "С днём рождения!" на пяти языках: китайском, английском, уйгурском, казахском, кантонском.
Оригинальный текст (кит.)有人过生日时，我们会用汉语、英语、维吾尔语、哈萨克语、粤语等5种语言唱生日快乐歌。из репортажа "Синьхуа" о многонациональной школе в Синьцзяне, 2009 год
Про-партийный лингвист Ли Цзя из университета Ухани, уроженец Ляонина, в своей статье 2018 года указывал на преобладание таких терминов для идиомов Южного Китая и призывал бороться с ними законодательно. По его словам, такая практика показывает «изъяны в преподавании языковой идеологии», потворствует «распространению тайваньского сепаратизма на восточные прибрежные регионы» (на Тайване термин «язык» является официальным для языка хокло (тайваньского) и языка хакка).
В научных публикациях в КНР может использоваться как термин «язык», так и «диалект». «Языковой атлас Китая» (издания 1987 и 2012 годов) называет крупные группы идиомов (кантонский, у, хакка и другие) «языками» (語 [语]), при этом классифицируя их как «китайские диалекты» (漢語方言 [汉语方言]).

#### Вне Китая
До XX века граница между терминами «язык» и «диалект» была не совсем чёткой как в Европе, так и в Китае. Эти термины могли использоваться взаимозаменяемо: так, в Китае «Институт иностранных (европейских) языков» в Ухани назывался 方言學堂, буквально «Училище диалектов» (в 1922 году он был преобразован в Уханьский университет). Часто под термином «диалект» подразумевался любой локальный, не государственный идиом, независимо от лингвистической классификации: например, во Франции «местными диалектами», или «патуа» считались как родственный французскому окситанский язык, так и кельтский бретонский язык (сейчас же такое употребление слова «диалект» считается уничижительным).
Схожая терминология применялась европейцами и для Китая, «китайским языком» в строгом смысле считался классический китайский (мёртвый книжный язык, исключительно письменный, аналогичный латыни в Европе), тогда как устные языки именовались «диалектами», которые обычно назывались в честь крупных городов, вокруг которых они бытовали: так, кантонский язык (юэ) назывался Cantonese (в честь Кантона); язык хокло назывался Amoy (в честь Амоя); восточноминьский язык назывался Hokchew (от Фучжоу); северный вариант севернокитайского назывался Peking dialect (в честь Пекина) и отличался от «придворного наречия» (the Court dialect) — лингва-франка дельты реки Янцзы, также относящегося к севернокитайскому.
В Сингапуре китайские идиомы, помимо севернокитайского, официально классифицируются как «китайские диалекты». Таким же образом, «индийскими диалектами» называются индийские языки, помимо официального в Сингапуре тамильского: бенгальский, пенджаби, маратхи, хиндустани и т. д.
В СССР дунганский язык, фактически являющийся диалектом севернокитайского с высокой степенью взаимопонятности, считался самостоятельным языком по политическим причинам (ср. такую же ситуацию с молдавским и румынским языками; урду и хинди; фарси, дари и таджикским, и т. д.).
Чтобы избежать использования слов «язык» и «диалект» в современных научных работах могут использоваться другие, менее однозначные термины: идиом, тополект, регионалект, языковая разновидность и т. д.

## Распространение
Идиомы, относимые к китайским, распространены главным образом в КНР и на Тайване. На этих идиомах также говорят в китайской диаспоре: в странах Юго-Восточной Азии (Сингапур, Малайзия, Индонезия, Филиппины и т. д.) традиционно бытуют миньские языки, прежде всего хокло, тогда как в чайнатауны Северной Америки (США и Канада) в основном мигрировали носители кантонского языка.
Этнически носителей китайских идиомов относят к ханьцам, и наоборот, «ханьцами» принято считать только этносы, говорящие на китайских языках. Так, чжуаны, более тысячи лет развивавшиеся в лоне китайской культуры, во время формирования понятия «ханьцы» в XX веке сами относили себя к ним, но официально в КНР были выделены в отдельное национальное меньшинство из-за того, что говорили на языке тай-кадайской группы.
В России, согласно переписи 2010 года, 70 722 (0,05 %) человек указали владение «китайским языком» (без уточнения), 502 человека указали владение дунганским языком, 8 человек — кантонским.

## Классификация

севернокитайский язык
миньские языки
язык у
кантонский язык
язык цзинь (спорный)
язык гань
язык хакка
язык сян
язык хой (спорный)
пинхуа (спорный)

Китайские идиомы относятся к сино-тибетской языковой семье. Они подразделяются на следующие группы (языки):
- севернокитайский язык (также мандаринский или гуаньхуа) (官話 [官话] Guānhuà или 北方話 [北方话] Běifānghuà)
- язык у (吳語 [吴语] 6Wu-gniu6)
- кантонский язык (юэ) (粵語 [粤语] Yuhtyúh)
- хакка (客家語 [客家语] Hak-kâ-ngî)
- язык гань (贛語 [赣语] Gon ua)
- язык сян (湘語 [湘语] /sian˧ y˦˩/)

В 1980-е китайский лингвист Ли Жун выделил язык цзинь (晉語 [晋语]), который до этого объединяли с севернокитайским.
В конце XX века были описаны группы идиомов, чья классификация затруднена: они распространены на сравнительно небольших территориях, но значительно различаются как внутри себя, как и от соседних им языков. К таким группам относятся:
- наньлинские местные языки (南嶺土話 [南岭土话]), они же «пинхуа и тухуа» (平話 [平话] и 土話 [土话])
- хой (также хуэй; 徽語 [徽语])

В отличие от вышеперечисленных языков, преимущественно произошедших из среднекитайского, миньские языки и язык бай происходят напрямую от древнекитайского, отделившись от него примерно во II—I веках до н. э. В то же время язык бай могут не относить к китайским по социолингвистическим причинами (народ бай в КНР официально признан этническим меньшинством, в отличие от носителей миньских языков). В некоторых классификациях язык бай могут относить к «синитическим языкам», но не «китайским языкам» (в остальном эти термины синонимичны).
Миньские языки (閩語 [闽语]) классифицируют следующим образом:
- прибрежные миньские языки (沿海閩語 [沿海闽语]):
  - южноминьские языки:
    - хокло (также хоккьен или собственно южноминьский, 閩南語 [闽南语] Bân-lâm-gṳ́) (включая тайваньский язык 台語 [台语] Tâi-gṳ́)
    - чаошаньский (潮汕話 [潮汕话] Tiô-suaⁿ-uē)
    - датяньский (大田話 [大田话] Toà-chhâng-boē)
    - лунъяньский (龍巖話 [龙岩话] Liông-nâ-goe)
    - хайнаньский (海南話 [海南话] Hái-nâm-oe)
    - лэйчжоуский (黎話 [黎话] /lɔi˩˩ uɛ˨˦/)

  - пусяньский (также хинхва; 莆仙語 [莆仙语] Pó-sing-gṳ̂ или 興化語 [兴化语] Hing-hua̍-gṳ̂)
  - восточноминьский (閩東語 [闽东语] Mìng-dĕ̤ng-ngṳ̄)
- горные миньские языки (沿山閩語 [沿山闽语]):
  - северноминьский (閩北語 [闽北语] Mâing-bă̤-ngṳ̌)
  - центральноминьский (閩中語 [闽中语] /mɛ̃41 tam553 ŋy21/)
  - идиомы Шаоу-Цзянлэ (邵將語 [邵将语] Shiau⁶-tsiong³-ngṳ²)

Классификация «Атласа языков Китая», выделяющая десять групп (языков), хотя и принята многими лингвистами, до сих пор остаётся спорной. Расхождения обычно вызывает классификация ряда идиомов на стыке арелов. Так, в языке сян выделяют «старосянский» и «новосянский» — первый имеет общие черты с языком у, последний крайне близок севернокитайскому, но имеет общий субстрат со «старосянским». «Пинхуа» разделяют на северный и южный — последний испытал сильное влияние кантонского и близок к нему структурно, при этом даже наннинский кантонский слабо взаимопонятен с наннинским пинхуа, хотя более взаимопонятен со стандартным кантонским.

## Письменность
Китайские языки записываются главным образом китайскими иероглифами. Подавляющее большинство из них — фоноидеограммы, состоящие из части, подсказывающей смысл («семантика» или «детерминатива») и части, подсказывающей чтение («фонетика»).
Значительное число иероглифов употребляются чисто фонетически, то есть не подразумевая свой изначальный смысл. Часто так записываются служебные и просторечные слова, для которых трудно подобрать «свой» иероглиф. Например:
- в севернокитайском частица принадлежности de записывается по созвучию иероглифом 的 dì «яркий»;
- в кантонском частица принадлежности ge записывается иероглифом 嘅, образованном из 既 gei (буквально: «уже́») с добавленным элементом 口 «рот; устный», указывающим на фонетическое заимствование;
- в севернокитайском частица отрицания méi записывается по созвучию иероглифом 沒 mò «тонуть»;
- в хокло слово kó͘-chui «милый» записывается по созвучию сочетанием 古錐 [古锥] (из 古 kó͘ «старый» и 錐 [锥] chui «шило»);
- в языке у слово laq-he «быть (где-то), находиться» записывается по созвучию сочетанием 辣海 (из 辣 laq «острый (о вкусе)» и 海 he «море»);
- в древнекитайском слово /*ɡə/ «он, его» записывается по созвучию иероглифом 其, изначально изображавшим корзину и записывавшим слово /*kə/ «корзина» (ныне пишется 箕, с 其 в качестве фонетика и семантиком 竹 «бамбук»)

Иероглиф 返 в разных региональных начертаниях. Слева направо: КНР, Тайвань, Гонконг, Япония, Корея

Китайские иероглифы по-разному стандартизированы в разных странах. В КНР используются «упрощённые иероглифы», в Японии — «новый стиль иероглифов». Варианты, используемые в других регионах, называют «традиционными» (в советской и российской терминологии их часто называются «полными»), однако они также не полностью совпадают друг с другом из-за разницы в типографических традициях. В КНР для традиционных иероглифов официально приняты «новые формы иероглифов», похожие начертания используются в Гонконге. «Ортодоксальные» варианты из словаря императора Канси 18-го века ныне используются только в ханча в Южной Корее. Традиционные иероглифы на Тайване слегка отличаются как от корейских, так и от гонконгских. В прошлом свои формы упрощения существовали в Сингапуре, но ныне они приведены в соответствие упрощению КНР. В конце 1970-х — начале 1980-х в КНР была сделана попытка ещё больше упростить иероглифы, в конечном итоге провалившаяся.
Традиционное направление письма — сверху вниз столбцами справа налево (крайне редко — наоборот). В 20-м веке распространилось горизонтальное письмо слева направо, как в латинице. Традиционное вертикальное письмо в современных текстах продолжает использоваться на Тайване, преимущественно в художественной литературе.

### Книжные и просторечные чтения
В китайских языках один иероглиф может иметь несколько чтений. В ряде случаев это происходит из-за омографии — разные, несвязанные друг с другом слова записываются одним и тем же иероглифом. В других случаях оба чтения являются родственными дублетами, их называют «книжными» и «просторечными». Более всего это явление свойственно миньским языкам, в последние века оно распространяется в периферийных диалектах севернокитайского и языке у.
Книжное и просторечное чтения могут быть взаимозаменяемыми, либо же употребляться в разных наборах слов. Просторечные чтения используются в повседневной лексике, часто — в конкретных значениях, тогда как книжные используются в формальной лексике или в абстрактных значениях. Например, в севернокитайском иероглиф 給 [给] имеет просторечное чтение gěi «давать; для (предлог)» и книжное jǐ «предоставлять» (часто в сочетаниях: 給予 [给予] jǐyǔ «предоставлять», 補給 [补给] bǔjǐ «(военное) пополнять, снабжать», 給養 [给养] jǐyǎng «снабжение, провиант»).
Иногда к просторечным также относят чтения, подобранные для иероглифа по смыслу: например, в хокло иероглиф 肉 «мясо» имеет чтения jio̍k (из среднекитайского), he̍k (из протоминьского) и bah (из неизвестного некитайского языка) — последние два называют «просторечными». Такое же явление есть в японском языке, где «собственное» китайское чтение иероглифа называется онъёми, тогда как японское чтение, для которого иероглиф подобран по смыслу, называют кунъёми.

## История

### Древнекитайский период

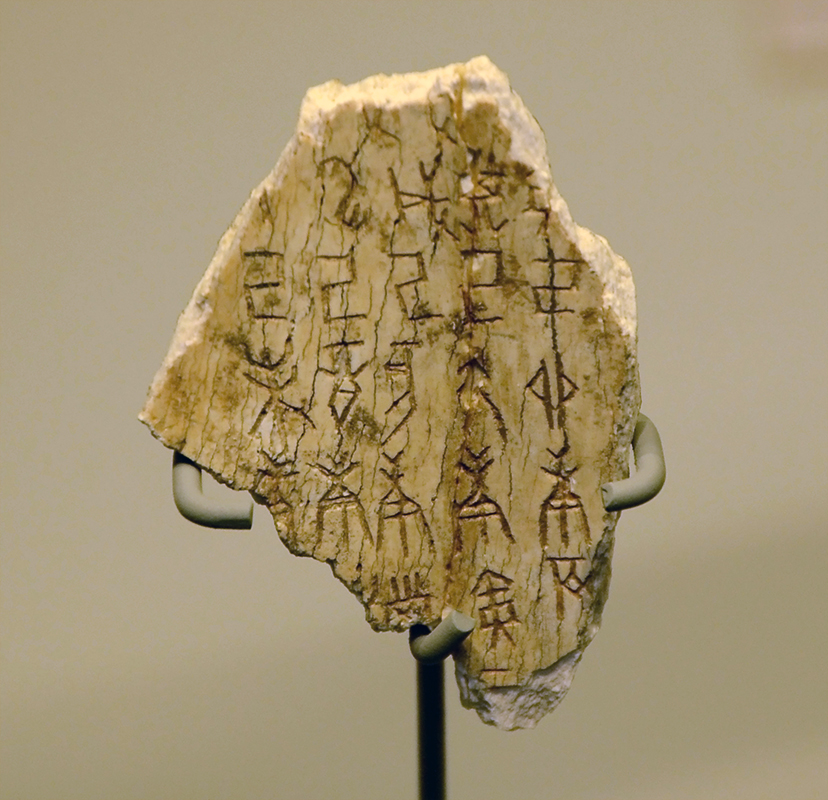
Фрагмент гадательной кости с выгравированным на ней календарём

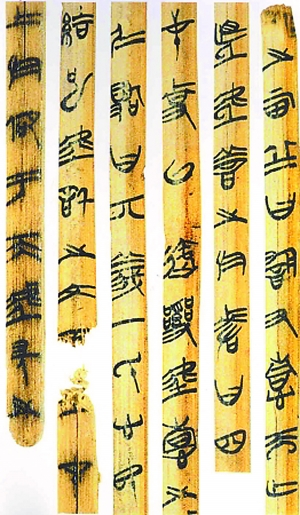
Бамбуковые дощечки периода Сражающихся царств (V—III века до н. э.) с комментарием на «Канон стихов»

Древнекитайский относится к сино-тибетским языкам. Произошедшие от него языки составляют одну из основных ветвей это семьи, наряду с тибето-бирманскими. Древнекитайский — самый ранний из зафиксированных в этой семье.
| Значение  | Древнекитайский | Тибетский  | Бирманский |
| --------- | --------------- | ---------- | ---------- |
| «я»       | 吾 /*ŋa/        | ང nga      | ငါ nga      |
| «ты»      | 汝 /*naʔ/       |            | နင် nang    |
| «не»      | 無 /*ma/        | མ ma       | မ ma.      |
| «два»     | 二 /*nijs/      | གཉིས gnyis  | နှစ် hnac    |
| «три»     | 三 /*srum/      | གསུམ gsum   | သုံး sum:     |
| «пять»    | 五 /*C.ŋˤaʔ/    | ལྔ lnga     | ငါး nga:     |
| «шесть»   | 六 /*k.ruk/     | དྲུག drug    | ခြောက် hkrauk  |
| «солнце»  | 日 /*C.nik/     | ཉི་མ nyi ma | နေ့ ne.      |
| «имя»     | 名 /*C.meŋ/     | མིང ming    | မည် many    |
| «ухо»     | 耳 /*C.nəʔ/     | རྣ rna      | နား na:      |
| «сустав»  | 節 /*tsik/      | ཚིགས tshigs | ဆစ် hcac    |
| «рыба»    | 魚 /*rŋa/       | ཉ nya      | ငါး nga:     |
| «горький» | 苦 /*kʰaʔ/      | ཁ kha      | ခါး hka:     |
| «убивать» | 殺 /*srat/      | བསད bsad   | သတ် sat     |
| «яд»      | 毒 /*duk/       | དུག dug     | တောက် tauk    |

Древнейшие памятники китайского письма — гадательные надписи на панцирях черепах и бычьих лопатках — относятся к 13 веку до н. э. С 11—8 веков до н. э. сохранились надписи на ритуальных бронзовых сосудах. Их язык определённо является предком для современных китайских, однако их прочтение представляет трудности — обычно это короткие однотипные тексты, значительную долю в которых составляют имена собственные. Многие иероглифы в этих текстах, будучи изначально логографическими, используются не в своём «изначальном» значении, а чисто фонетически, для близких по произношению слов. В этот период также были написаны фрагменты книг из «конфуцианского Пятикнижия», в том числе большая часть «Канона стихов». Рифмы, используемые в последнем, служат важным источником для реконструкции древнекитайского произношения.
В 7—3 веках до н. э. появились надписи на дощечках из дерева и бамбука. В этот период создавались крупные тексты, составляющие основной корпус древнекитайской классики, такие как «Аналекты Конфуция», «Канон о пути и добродетели», «Мэнцзы» и другие. Из-за недолговечности материалов, а также циньских кампаний против конфуцианства («сожжение книг и погребение книжников»), многие тексты были полностью утеряны, лишь некоторые были сохранены в канонических передачах.
Древнекитайский язык описывается как не имеющий тонов, но допускающий кластеры согласных в начале и конце слога. Древнекитайская лексика перешла от преимущественно односложной к многосложной в эпоху Хань. Тогда же развились новые грамматические явления, такие как счётные слова. Несмотря на это, классический китайский — литературный язык Восточной Азии до XX век — в значительной мере брал за образец до-циньскую классику, в которой всё ещё предпочитались односложные слова.

### Среднекитайский период

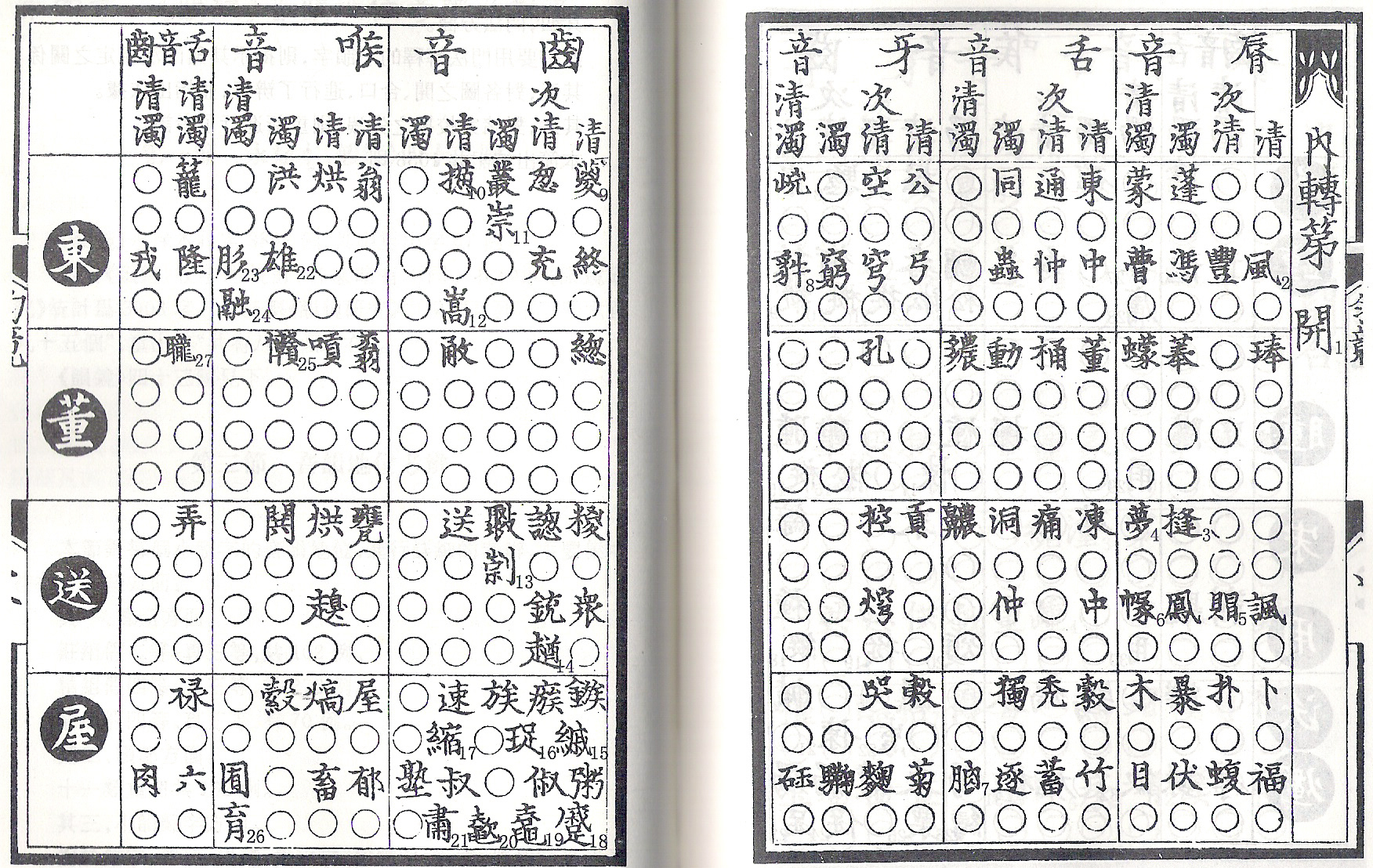
Таблица рифм из средневекового рифмовника. Вертикальные столбцы — инициали. Финаль разделена по тону на четыре группы (в чёрных кружках), которые затем разделены на четыре разряда (等).

«Среднекитайской» называют фонетическую систему, описанную в классических средневековых словарях-рифмовниках, таких как словарь «Разграничение рифм» (切韻) 601 года н. э., основанном на ещё более ранних словарях, ныне утерянных. Его переработанные версии, словари «Дополнение к рифмам» (廣韻) и «Собрание рифм» (集韻), были составлены в начале XI века. Согласно наиболее распространённой точке зрения, эти средневековые словари не отражали реальное произношение какого-то конкретного диалекта среднекитайского, но представляли усреднённое, стандартизированное чтение иероглифов в говорах Южных и Северных династий V—VI веков н. э. Стандарт был необходим для декламации конфуцианской классики — уже в поздний древнекитайский период было замечено, что некоторые фрагменты «Канона стихов» перестали рифмоваться.
Классические словари описывают в среднекитайском 36 инициалей и более чем полторы сотни финалей. В отличие от древнекитайского, среднекитайский был тоновым языком. Схожая тоновая система была в кадайских, хмонг-мьенских и вьетских языках — все они также имеют общие черты в грамматике. Хотя они не являются родственными, эти языки образуют языковой союз.
Несмотря на то, что классические словари пользовались авторитетом, в Средние Века продолжали происходить языковые изменения. В эпоху Тан диалект Чанъаня пришёл на смену языку бывшей столицы Цзянькана в качестве престижного. В книге «Чтения и смыслы всех сутр» (一切經音義) 807 года этот «новый» язык назывался выговором Цинь, тогда как «старый» язык неодобрительно назывался выговором царства У — позднее эта терминология была заимствована японскими учёными, словом го-он (吳音; японское го в севернокитайском читается у) был назван более ранний слой сино-японских чтений, привнесённый в Японию из Северного Китая корейскими буддийскими монахами.
В миньских языках (в «просторечном» их слое) отсутствуют некоторые фонетические изменения, произошедшие в позднем древнекитайском и среднекитайском. Фрагментарно такие же черты находят в кантонском и хакка. Так называемый «протоминьский» или «древнеюжнокитайский» язык, частичный предок современных миньских, отделился от остального древнекитайского примерно в 2—1 века до н. э., в эпоху Западная Хань, когда древние вьетские государства нынешнего южного Китая были завоёваны императором У и заселены носителями древнекитайского.

### Новокитайский период
До XX-го века основным письменным языком в Восточной Азии был классический китайский, основанный на древнекитайском языке конфуцианской классики. Разговорный же язык быстро изменялся, уже во времена империй Тан и Сун (7-13 века нашей эры) язык фольклорных сказаний и буддистских проповедей отличался от книжного. С точки зрения конфуцианцев, классический китайский был единственным «правильным» письменным языком, разговорные же языки не нуждались в своей письменной форме. Появление письма для устных языков было обычно связано с влиянием извне: монголов и чжурчженей в Северном Китае или буддистов в Южном Китае и Корее, позднее также христианских миссионеров.
Точный период обособления современных китайских языков, помимо миньских, установить трудно, вероятнее всего они начали распадаться к концу первого тысячелетия нашей эры.

#### Эпохи Мин и Цин
В 14—17 веках, в эпоху империи Мин, разговорные языки стали всё чаще использоваться на письме. Произведения на разговорных языках использовались в «низкой» развлекательной литературе, обычно такой, которую предполагалось исполнять вслух: в разного рода песенниках, операх, в прямой речи в романах. Значительная часть разговорных произведений писалась на позднеимперском койне, основанном на южном диалекте севернокитайского языка (часто он условно называется «нанкинским», однако насчёт его происхождения существуют разные версии). Во многих произведениях, написанных в дельте реки Янцзы, заметно влияние языка у.
В царстве Корё в 14 веке были составлены книги «Ногольдэ» (老乞大 «Почтенный китаец») и «Пак Тхонса» (朴通事 «Толмач Пак»), учебники севернокитайского для корейских купцов и дипломатов. Ныне они сохранились в более поздних переработках, которые, как и западные работы 18—19 веков, различают в севернокитайском «придворное наречие» или выговор мандаринов (the Court dialect) и разговорный диалект Пекина. В 16 веке собственная письменность, хангыль, появилась для самого корейского языка. По теории, выдвинутой Гэри Ледьярдом, хангыль происходит от письма Пагба-ламы, бывшего официальным в Монгольской империи Юань для всех её языков, включая старомандаринский.
Отдельные иероглифы кантонского языка, бытовавшие в локальной переписке, упоминаются в различных глоссариях и заметках с эпохи Мин: 孻 [𡥧] lāai «последний» (изначально «последний ребёнок»), 冇 móuh «не иметь», 閂 [闩] sāan «запирать», 甩 lāt «отваливаться», 乸 ná «самка животного» и т. д. Самое раннее из найденных цельных произведений на кантонском — «Повесть о бумаге, украшенной цветами» (花箋記 [花笺记]), написанная в 16 веке. Она, как и другие ранние романы, относится к написанным полу-прозаическим языком песенникам — мукъюсю, «книгам деревянной рыбы» («деревянной рыбой» называется перкуссионный музыкальный инструмент, принесённый в регион буддистами). Позднее на кантонском стали издавать народные песни намъям (南音 «южные напевы») и лунчау (龍舟 [龙舟] «песни драконьих лодок»). В 19-м веке статус литературы на кантонском стремились поднять «Кантонские романсы» (粵謳 [粤讴]) литератора Чиу Чиюна (招子庸) и эпиграммы на исторические темы дипломата и поэта Лиу Яньтоу (廖恩燾).
Миньское письмо впервые обнаруживается уже в эпоху Тан. В сатирическом стихотворении «Плачь по ребёнку» (哀囝詩 [哀囝诗]) VIII века употреблены сугубо миньские слова 囝 kiáⁿ «ребёнок», 郎罷 [郎罢] niû-pē «отец». Полноценные произведения на южноминьских языках сохранились с XVI века, самое ранее — переиздание 1566 года «Повести о личи и зеркале» (荔鏡記 [荔镜记]). Также на языке хокло с XVII века писались песенники (歌仔冊 koa-á-chheh), выработавшие устойчивую орфографическую традицию. Испанские миссионеры на Филиппинах активно изучали язык хокло, на котором говорили прибывшие из Фуцзяни иммигранты-санглеи, и в XVI—XVII веках составили его первые грамматики.
В XVII—XVIII веках разговорные языки всё чаще становились объектами лингвистического изучения. Сами их носители начали составлять словари-рифмовники, такие как «Постижение свода звуков» (彙音妙悟 Lūi-im biāu-ngō͘) для хокло, составленный около 1800 года, «Введение в категории рифм» (分韻撮要 Fānwáhn chyut’yiu) 1782 года для кантонского, «Восьмизвучие Цейка и Лина» (戚林八音 Chék-Lìng báik-ĭng) 18-го века для восточноминьского, или словарь «Дополнение к своду иероглифов» (字彙補) 1666 года, обнаруживающий влияние языка у.

### Современный период
В конце XIX — начале XX веков левые интеллектуалы в Китае, такие, как Лу Синь, Ху Ши, Чэнь Хэнчжэ, Чэнь Дусю и другие стремились реформировать письменный язык, отказаться от классического китайского в пользу просторечия (байхуа 白話 [白话]) и следовать принципу «как говорю, так и пишу» (我手寫我口). Изначально это движение поощряло письмо на всех китайских языках: так, Лу Синь и Ху Ши крайне хорошо отзывались о повести «Житие цветов Шанхая» (海上花列傳), написанной на языке у. Кроме того, в начале XX века популярность обрели «Истинное лицо чиновничества» (官場現形記) и «Девятихвостая черепаха» (九尾龜), также написанные на у. Тем не менее впоследствии под байхуа стало пониматься лишь письмо на стандартизированном варианте севернокитайского языка.
В ранние годы Китайской Республики был проведён ряд языковых реформ. Было разработано «официальное» произношение — сначала оно было полностью искусственным, с элементами как пекинского, так и старого «нанкинского» придворного наречия севернокитайского, однако затем, в 1932 году, оно было полностью основано на пекинском. «Национальный язык» (國語 [国语]), разработанный в Китайской Республике, в КНР был переименован в путунхуа.

#### В КНР
В 1982 году политика по распространению путунхуа была занесена в конституцию КНР, использование местных языков (как китайских, так и иных) в управлении, образовании и СМИ было ограничено. Например, для выхода телеканалов на спутниковое вещание требуется полный переход на путунхуа. В 2011 году попытка сократить вещание на кантонском в Гуанчжоу вызвала масштабные протесты. Бо́льшие преференции получает контент на близких к путунхуа северовосточных диалектах севернокитайского языка, тогда как уже юго-западные его диалекты, распространённые в Сычуане и Чунцине, встречают препоны.
В городах, ставших главными объектами «политики по распространению путунхуа» (Наннин, Фучжоу и т. д.), а также претерпевших большой наплыв мигрантов (Сямынь, Ханчжоу, Шанхай и т. д.) процент владеющих местными языками стремительно падает, особенно среди молодёжи. С другой стороны, этот процесс осложняется другими факторами: большая часть мигрантов, прибывающих из сельских регионов и говорящих на севернокитайском, принадлежит к «плавающей популяции» — они склонны оставлять свои семьи в родных провинциях, их оседание в месте работы административными методами осложнено. Экономическое неравенство между развитым побережьем, говорящим на южнокитайских языках, и менее богатыми мандариноговорящими западом и севером, а также массовая миграция оттуда на восток в короткий промежуток времени вызывают социальные трения, усиливают региональную идентичность и запрос на сохранение местных китайских языков.
Школьное образование в КНР полностью переведено на севернокитайский, в некоторых школах использование учениками родных языков даже между уроками дисциплинарно наказывается. В то же время, в отдельных городах, таких как Сямынь, местные власти вводят программы по поддержке местных языков, включая культурные фестивали и школьные факультативы. Согласно некоторым исследованиям, локальные языки в КНР в условиях агрессивного продвижения севернокитайского выстраивают с ним единую систему: в некоторых случаях складывается ситуация, где дети воспринимают путунхуа как «формальный» и «учтивый» язык и говорят на нём со старшими, вырастая же, переходят на местный язык, воспринимая его как «неформальный» и «взрослый».

#### В других странах
Жёсткая политика по продвижению севернокитайского проводилась Гоминьданом на Тайване в годы военного положения (1949—1987). После демократизации власти Демократической Прогрессивной партии, напротив, стремятся поддерживать местные языки, прежде всего тайваньский (хокло), родной для 70 % тайваньских семей. Эта языковая политика рассматривается как важный элемент тайваньского национализма и движения за независимость Тайваня.
В Сингапуре с 1960-х проводится политика по продвижению севернокитайского языка и подавлению иных китайских языков, прежде всего хокло, которым до внедрения этой политики владело 80 % сингапурцев китайского происхождения, из них для половины он был родным языком. К настоящему времени на своих исторических языках говорят в быту лишь 11,8 % сингапурских китайцев, при этом число говорящих на севернокитайском в Сингапуре также стало падать — его основным соперником стал английский.

## Фонетика

Карта распространения «северных» черт по Джерри Норману (тёмно-красные — ни одной черты, тёмно-синие — все 16 северных черт)

В китайской фонетике принято делить слог на инициаль и финаль (в последнюю также включают тон). Финаль, в свою очередь, может иметь медиаль: глайд -w- или -j-, и терминаль: носовую -m, -n, -ŋ или смычную -p, -t, -k, -ʔ (в разных языках допусти́м разный набор терминалей).
Из-за фонетической разнородности китайские языки сильно варьируются в числе слогов. Примерное количество зафиксированных слогов (то есть реально используемых, не теоретических комбинаций) с учётом тонов составляет:
- в языке хокло (амойский диалект) — около 2250 слогов
- в стандартном кантонском и в восточноминьском языке — около 1800 слогов
- в языке хакка — около 1690 слогов
- в стандартном севернокитайском языке (путунхуа) — около 1350 слогов
- в языках сян и гань — около 1160 слогов
- в языке у (диалекте Сучжоу) — около 1100 слогов.

### Инициали
Здесь и далее среднекитайские чтения приведены в нотации Бакстера и реконструкции Ван Ли (последняя — в [квадратных] или /косых/ скобках), если не указано иное
В большинстве китайских языков (и некоторых соседних некитайских, вроде корейского) согласные различаются по придыханию: /p/ и /pʰ/, /t/ и /tʰ/, /k/ и /kʰ/ и т. д. Во многих современных транскрипционных системах для языков, где нет звонких согласных, включая севернокитайские пиньинь и палладицу, кантонский ютпхин, новую романизацию корейского и т. д. символы для глухих (p, t, k, c и т. д.) обозначают придыхательные согласные, символы для звонких (b, d, g, z и т. д.) — глухие непридыхательные.

Наличие звонких инициалей

Судьба древних звонких согласных — один из основных классификационных признаков. Они имелись в среднекитайском языке, ныне сохранились только в языке у, старосянском и в японских чтениях го-он. В большинстве китайских языков историческая звонкость влияет на тон слога (сообщает ему «светлый» тон, см. ниже). В языках, где звонкие исчезли, они имеют разные рефлексы:
- в севернокитайском и кантонском они перешли в придыхательные в «ровном тоне» 平, но в непридыхательные в остальных тонах
- в языках хакка и гань — в придыхательные, независимо от тона
- в хокло и вьетнамском — в непридыхательные, независимо от тона

| иероглиф                  | среднекит. |           | кант.   | хакка    | с.-кит.   | у        | хокло     |              | японский | японский   | кор. | вьет. |
| иероглиф                  | среднекит. | Гонконг   | Мяоли   | Пекин    | Шанхай    | Амой     | го-он     | кан-он       | Сеул     | Ханой      |      |       |
| 暴 «жестокий»             | baw去      | bouh      | phau    | bào      | bau       | pō       | ぼう bō   | ほう hō      | 포 po    | bạo        |      |       |
| 暴 «жестокий»             | [bɑuH]     | [pou̯˨]    | [pʰau̯˥] | [pɑʊ̯˥˩]  | [bɔ˨˧]    | [po˧]    | [boː]     | [hoː]        | [pʰo]    | [ʔɓaːw˧˨ʔ] |      |       |
| 報 [报] «сообщать»        | paw去      | bou       | po      | bào      | pau       | pò       | ほう hō   | ほう hō      | 보 bo    | báo        |      |       |
| 報 [报] «сообщать»        | [pɑuH]     | [pou̯˧]    | [po˥]   | [pɑʊ̯˥˩]  | [pɔ˧˦]    | [po˧˩]   | [hoː]     | [hoː]        | [po]     | [ʔɓaːw˧˦]  |      |       |
| 唐 «Тан»                  | dang平     | tòhng     | thòng   | táng     | daon      | tông     | どう dō   | とう tō      | 당 dang  | đường      |      |       |
| 唐 «Тан»                  | [dɑŋ]      | [tʰɔːŋ˨˩] | [tʰoŋ˩] | [tʰɑŋ˧˥] | [dɑ̃˨˧]    | [tɔŋ˨˦]  | [doː]     | [toː]        | [taŋ]    | [ʔɗɨəŋ˨˩]  |      |       |
| 當 [当] «соответствовать» | tang平     | dōng      | tông    | dāng     | táon      | tong     | とう tō   | とう tō      | 당 dang  | đương      |      |       |
| 當 [当] «соответствовать» | [tɑŋ]      | [tɔːŋ˥]   | [toŋ˨˦] | [tɑŋ˥]   | [tɑ̃˥˧]    | [tɔŋ˦]   | [toː]     | [toː]        | [taŋ]    | [ʔɗɨəŋ˧˧]  |      |       |
| 極 [极] «крайность»       | gik入      | gihk      | khi̍t    | jí       | jiq       | ke̍k      | ごく goku | きょく kyoku | 극 keuk  | cực        |      |       |
| 極 [极] «крайность»       | [ɡĭək]     | [kɪk˨]    | [kʰit˥] | [tɕi˧˥]  | [dʑiɪʔ˩˨] | [kiɪk˦]  | [ɡokɯ̥]    | [kʲokɯ̥]      | [kɯk]    | [kɨk˧˨ʔ]   |      |       |
| 棘 «колючка»              | kik入      | gīk       | kit     | jí       | ciq       | kek      | こく koku | きょく kyoku | 극 keuk  | cức        |      |       |
| 棘 «колючка»              | [kĭək]     | [kɪk˥]    | [kit˨]  | [tɕi˧˥]  | [tɕiɪʔ˥]  | [kiɪk˧˨] | [kokɯ̥]    | [kʲokɯ̥]      | [kɯk]    | [kɨk˧˦ʔ]   |      |       |

Звонкие согласные также есть в хокло и японских чтениях кан-он, но их происхождение иное: они появились из-за деназализации носовых m-, n-, ng- и т. д. Схожая деназализация ограниченно протекает сейчас в корейском языке. С другой стороны, в корейском носовой n- склонен полностью выпадать в начале слова (но не в середине), а инициаль ng- начала исчезать ещё в среднекорейском.
| иероглиф          | среднекит. |          | кант.  | хакка   | с.-кит. | у       | хокло       |             | японский        | японский | кор. | вьет. |
| иероглиф          | среднекит. | Гонконг  | Мяоли  | Пекин   | Шанхай  | Амой    | го-он       | кан-он      | Сеул            | Ханой    |      |       |
| 門 [门] «ворота»  | mwon平     | mùhn     | mùn    | mén     | men     | bûn     | もん mon    | ぼん bon    | 문 mun          | môn      |      |       |
| 門 [门] «ворота»  | [muən]     | [muːn˨˩] | [mun˩] | [mən˧˥] | [mən˨˧] | [bun˨˦] | [mõɴ]       | [bõɴ]       | [mun]~[bun]     | [mon˧˧]  |      |       |
| 迷 «заблуждаться» | mej平      | màih     | mì     | mí      | mi      | bê      | まい mai    | べい bei    | 미 mi           | mê       |      |       |
| 迷 «заблуждаться» | [miei]     | [mɐi̯˨˩]  | [mi˩]  | [mi˧˥]  | [mi˨˧]  | [be˨˦]  | [mai]       | [beː]       | [mi]~[bi]       | [me˧˧]   |      |       |
| 五 «пять»         | ngu上      | ńgh      | ńg     | wǔ      | ng      | gǒ͘      | ご go       | ご go       | 오 o            | ngũ      |      |       |
| 五 «пять»         | [ŋuX]      | [ŋ̍˨˧]    | [ŋ̍˧˩]  | [u˨˩˨]  | [ŋ̍˨˧]   | [ɡɔ˧]   | [ɡo]~[ŋo]   | [ɡo]~[ŋo]   | [o]             | [ŋu˦ˀ˥]  |      |       |
| 義 [义] «смысл»   | ngje去     | yih      | ngi    | yì      | gni     | gī      | ぎ gi       | ぎ gi       | 의 ui           | nghĩa    |      |       |
| 義 [义] «смысл»   | [ŋǐeH]     | [jiː˨]   | [ɲi˥]  | [i˥˩]   | [ɲi˨˧]  | [ɡi˧]   | [ɡʲi]~[ŋʲi] | [ɡʲi]~[ŋʲi] | [ɰi]            | [ŋiə˦ˀ˥] |      |       |
| 而 «и»            | nyi平      | yìh      | yì     | ér      | gher    | lî      | に ni       | じ ji       | 이 i            | nhi      |      |       |
| 而 «и»            | [ȵʑĭə]     | [jiː˨˩]  | [i˩]   | [ɤɻ˧˥]  | [ɦəl˨˧] | [li˨˦]  | [ɲi]        | [dʑi]       | [i]             | [ɲi˧˧]   |      |       |
| 女 «женщина»      | nrjo上     | néuih    | ńg     | nǚ      | gniu    | lú      | にょ nyo    | じょ jo     | 여 yeo, 녀 nyeo | nữ       |      |       |
| 女 «женщина»      | [nĭoX]     | [nɵy̯˨˧]  | [ŋ̍˧˩]  | [ny˨˩˨] | [ɲy˨˧]  | [lu˥˧]  | [ɲo]        | [dʑo]       | [jʌ̹], [ɲʌ̹]      | [nɨ˦ˀ˥]  |      |       |

В среднекитайском языке существовали согласные tr, trh, dr (реконструируются как ретрофлексные /ʈ/, /ʈʰ/, /ɖ/ или альвеолопалатальные /ȶ/, /ȶʰ/, /ȡ/). В большинстве китайских языков они перешли в аффрикаты вроде /tʃ/ или /tʂ/, тогда как в миньских, японском и корейском они перешли во взрывные вроде /t/ (в последних двух упомянутых языках они могли также палатализоваться в /tɕ/ и т. п., но позднее и уже по их внутренним причинам). Это отражено в заимствованиях, означающих «чай» в западных языках: слова вроде русского чай происходят из не-миньских китайских языков (с.-кит. chá, кант. chàh), тогда как английское tea и схожие формы происходят от чтения этого слова в языке хокло (tê).
| иероглиф                | среднекит. |           | кант.    | хакка    | с.-кит.  | у         | хокло       |              | японский | японский    | кор. | вьет. |
| иероглиф                | среднекит. | Гонконг   | Мяоли    | Пекин    | Шанхай   | Амой      | го-он       | кан-он       | Сеул     | Ханой       |      |       |
| 茶 «чай»                | drae平     | chàh      | chhà     | chá      | zo       | tê        | ダ da       | タ ta        | 다 da    | trà         |      |       |
| 茶 «чай»                | [ȡa]       | [tsʰaː˨˩] | [tsʰa˩]  | [ʈʂʰä˧˥] | [zo˨˧]   | [te˨˦]    | [da]        | [ta]         | [ta]     | [tɕaː˨˩]    |      |       |
| 濁 [浊] «мутный»        | draewk入   | juhk      | chhuk    | zhuó     | zoq      | ta̍k       | じょく joku | たく taku    | 탁 tak   | đục         |      |       |
| 濁 [浊] «мутный»        | [ȡɔk]      | [tsʊk˨]   | [tsʰuk˨] | [ʈʂu̯ɔ˧˥] | [zoʔ˩˨]  | [tak˦]    | [dʑokɯ̥]     | [takɯ̥]       | [tʰak]   | [ʔɗʊwk͡p˧˨ʔ] |      |       |
| 徹 [彻] «проникать»     | trhjet入   | chit      | chha̍t    | chè      | tsheq    | thiat     | てち techi  | てつ tetsu   | 철 cheol | triệt       |      |       |
| 徹 [彻] «проникать»     | [ȶʰĭɛt]    | [tsʰiːt˧] | [tsʰat˥] | [ʈʂʰɤ˥˩] | [tsʰəʔ˥] | [tʰiɛt˧˨] | [tetɕi]     | [tetsɯ̥]      | [tɕʰʌ̹ɭ]  | [tɕiət˧˨ʔ]  |      |       |
| 敕 «императорский указ» | trhik入    | chīk      | chhṳ̍t    | chì      | tsheq    | thek      | ちき chiki  | ちょく choku | 칙 chik  | sắc         |      |       |
| 敕 «императорский указ» | [ȶʰĭək]    | [tsʰɪk˥]  | [tsʰɨt˥] | [ʈʂʰʐ̩˥˩] | [tsʰəʔ˥] | [tʰiɪk̚˧˨] | [tɕiki]     | [tɕokɯ̥]      | [tɕʰik]  | [sak˧˦]     |      |       |
| 竹 «бамбук»             | trjuwk入   | jūk       | chuk     | zhú      | tsoq     | tek       | ちく chiku  | ちく chiku   | 죽 juk   | trúc        |      |       |
| 竹 «бамбук»             | [ȶĭuk]     | [tsʊk˥]   | [tsuk˨]  | [ʈʂu˧˥]  | [tsoʔ˥]  | [tiɪk̚˧˨]  | [tɕikɯ̥]     | [tɕikɯ̥]      | [tɕuk]   | [tɕʊwk͡p˧˦]  |      |       |
| 珍 «жемчуг»             | trin平     | jān       | chṳ̂n     | zhēn     | tsén     | tin       | ちん chin   | ちん chin    | 진 jin   | trân        |      |       |
| 珍 «жемчуг»             | [ȶǐĕn]     | [tsɐn˥]   | [tsɨn˨˦] | [ʈʂən˥]  | [tsən˥˧] | [tin˦]    | [tɕĩɴ]      | [tɕĩɴ]       | [tɕin]   | [tɕən˧˧]    |      |       |

Наличие ретрофлексных аффрикат

Наличие в языке ретрофлексных /ʂ/, /tʂ/, /tʂʰ/ — также важный классификационный признак. Они более характерны для севернокитайского языка, особенно его северных диалектов, где различаются ряды /ʂ/ — /ɕ/. В отличие от него, в стандартном кантонском языке (но не некоторых его диалектах) эти ряды слились в /s/, хотя ещё в начале прошлого века кантонский также различал /ɕ/ (ср. транскрипции в западных языках: Tsim Sha Tsui, Chiang Kai-shek, Fat-shan и т. д.).
| иероглиф                  | среднекит. |          | кант.     | хакка    | с.-кит.  | у        | хокло      |            | японский | японский  | кор. | вьет. |
| иероглиф                  | среднекит. | Гонконг  | Мяоли     | Пекин    | Шанхай   | Амой     | го-он      | кан-он     | Сеул     | Ханой     |      |       |
| 將 [将] «служебное слово» | tsjang平   | jēung    | chiông    | jiāng    | cián     | chiong   | そう sō    | しょう shō | 장 jang  | tướng     |      |       |
| 將 [将] «служебное слово» | [tsĭaŋ]    | [tʃœːŋ˥] | [tɕi̯oŋ˨˦] | [tɕi̯ɑŋ˥] | [tɕiã˥˧] | [tɕiɔŋ˦] | [soː]      | [ɕoː]      | [tɕaŋ]   | [tɨəŋ˧˦]  |      |       |
| 張 [张] «натягивать»      | trjang平   | jēung    | chông     | zhāng    | tsán     | tiong    | ちょう chō | ちょう chō | 장 jang  | trương    |      |       |
| 張 [张] «натягивать»      | [ȶĭaŋ]     | [tʃœːŋ˥] | [tsoŋ˨˦]  | [ʈʂɑŋ˥]  | [tsã˥˧]  | [tiɔŋ˦]  | [tɕoː]     | [tɕoː]     | [tɕaŋ]   | [tɕɨəŋ˧˧] |      |       |
| 相 «взаимно»              | sjang平    | sēung    | siông     | xiāng    | shián    | siong    | そう sō    | しょう shō | 상 sang  | tương     |      |       |
| 相 «взаимно»              | [sĭaŋ]     | [sœːŋ˥]  | [ɕi̯oŋ˨˦]  | [ɕi̯ɑŋ˥]  | [ɕiã˥˧]  | [ɕiɔŋ˦]  | [soː]      | [ɕoː]      | [sʰaŋ]   | [tɨəŋ˧˧]  |      |       |
| 傷 [伤] «рана»            | syang平    | sēung    | sông      | shāng    | sáon     | siong    | しょう shō | しょう shō | 상 sang  | thương    |      |       |
| 傷 [伤] «рана»            | [ɕĭaŋ]     | [sœːŋ˥]  | [soŋ˨˦]   | [ʂɑŋ˥]   | [sɑ̃˥˧]   | [ɕiɔŋ˦]  | [ɕoː]      | [ɕoː]      | [sʰaŋ]   | [tʰɨəŋ˧˧] |      |       |

Степень палатализации (перехода /k/ в /tɕ/)

Во многих китайских языках произошла палатализация велярных (например, /ki-/ > /tɕi-/), в том числе почти во всех диалектах севернокитайского, языков у, сян и гань, а также в северном хакка. Этот процесс проходил постепенно в разных местах, ещё в XIX веке в нанкинском севернокитайском /ki-/ сохранялось, что отражалось в топонимах в европейских языках: Пекин, Нанкин и т. п.
| иероглиф          | среднекит. |          | кант.    | хакка    | с.-кит.  | у         | хокло      |            | японский  | японский | кор. | вьет. |
| иероглиф          | среднекит. | Гонконг  | Мяоли    | Пекин    | Шанхай   | Амой      | го-он      | кан-он     | Сеул      | Ханой    |      |       |
| 京 «столица»      | kjaeng平   | gīng     | kîn      | jīng     | cín      | keng      | きょう kyō | けい kei   | 경 kyeong | kinh     |      |       |
| 京 «столица»      | [kĭɐŋ]     | [kɪŋ˥]   | [kin˨˦]  | [tɕiŋ˥]  | [tɕin˥˧] | [kiɪŋ˦]   | [kʲoː]     | [keː]      | [kjʌ̹ŋ]    | [kïŋ˧˧]  |      |       |
| 精 «эссенция»     | tsjeng平   | jīng     | chîn     | jīng     | cín      | cheng     | しょう shō | せい sei   | 정 jeong  | tinh     |      |       |
| 精 «эссенция»     | [tsĭɛŋ]    | [tsɪŋ˥]  | [tɕin˨˦] | [tɕiŋ˥]  | [tɕin˥˧] | [tɕiɪŋ˦]  | [ɕoː]      | [seː]      | [tɕʌ̹ŋ]    | [tïŋ˧˧]  |      |       |
| 結 [结] «узел»    | ket入      | git      | kiet     | jié      | ciq      | kiat      | けち kechi | けつ ketsu | 결 kyeol  | kết      |      |       |
| 結 [结] «узел»    | [kiet]     | [kiːt˧]  | [ki̯et˨]  | [tɕi̯ɛ˧˥] | [tɕiɪʔ˥] | [kiɛt˧˨]  | [ketɕi]    | [ketsɯ̥]    | [kjʌ̹ɭ]    | [ket˧˦]  |      |       |
| 節 [节] «отрезок» | tset入     | jit      | chiet    | jié      | ciq      | chiat     | せち sechi | せつ setsu | 절 jeol   | tết      |      |       |
| 節 [节] «отрезок» | [tsiet]    | [tsiːt˧] | [tɕi̯et˨] | [tɕi̯ɛ˧˥] | [tɕiɪʔ˥] | [tɕiɛt˧˨] | [setɕi]    | [setsɯ̥]    | [tɕʌ̹ɭ]    | [tet˧˦]  |      |       |

### Финали

Наличие носовой инициали (обычно m-) в 問 [问]

Наличие носовой инициали (обычно n- или ng-) в 熱 [热]

Для многих языков (включая севернокитайский, у, сян, хакка) характерна финаль, обозначаемая в синологической транскрипции как /ɿ/. Она произносится как гласная [ɨ] (как русская ы) или как слоговой согласный [z̩]. В южнокитайских языках финаль может образовывать сонорный слоговой согласный: /ŋ̍/, /m̩/.
В большинстве современных языков, за исключение «просторечного» слоя миньских, а также некитайских японского и корейского, древние губные согласные (/p/, /pʰ/, /b/, в некоторых языках также /m/) распались на два ряда в зависимости от финали: перед древними финалями с медиалью /-j-/ и огублением они перешли в губно-зубные (вроде /f/, /v/ и т. п.).
| иероглиф               | среднекит. |           | кант.   | хакка    | с.-кит. | у       | хокло   | хокло    |          | японский | японский  | кор. | вьет. |
| иероглиф               | среднекит. | Гонконг   | Мяоли   | Пекин    | Шанхай  | Амой    | Амой    | го-он    | кан-он   | Сеул     | Ханой     |      |       |
| иероглиф               | среднекит. | Гонконг   | Мяоли   | Пекин    | Шанхай  | книж.   | прост.  | го-он    | кан-он   | Сеул     | Ханой     |      |       |
| 夫 «муж»               | pju平      | fū        | fû      | fū       | fú      | hu      | po͘      | ふ fu    | ふ fu    | 부 bu    | phu       |      |       |
| 夫 «муж»               | [pĭu]      | [fuː˥]    | [fu˨˦]  | [fu˥]    | [fu˥˧]  | [hu˦]   | [pɔ˦]   | [ɸɯ̥]     | [ɸɯ̥]     | [pu]     | [fu˧˧]    |      |       |
| 晡 «вечер»             | pu平       | bōu       | pû      | bū       | pú      | po͘      | po͘      | ふ fu    | ほ ho    | 포 po    | bô        |      |       |
| 晡 «вечер»             | [pu]       | [pou̯˥]    | [pu˨˦]  | [pu˥]    | [pu˥˧]  | /pɔ˦/   | /pɔ˦/   | [ɸɯ̥]     | [ho]     | [pʰo]    | [ʔɓo˧˧]   |      |       |
| 房 «комната»           | bjang平    | fòhng     | fòng    | fáng     | vaon    | hông    | pâng    | ぼう bō  | ほう hō  | 방 bang  | phòng     |      |       |
| 房 «комната»           | [bĭwaŋ]    | [fɔːŋ˨˩]  | [foŋ˩]  | [fɑŋ˧˥]  | [vɑ̃˨˧]  | [hɔŋ˨˦] | [paŋ˨˦] | [boː]    | [hoː]    | [paŋ]    | [fawŋ͡m˨˩] |      |       |
| 旁 «бок»               | bang平     | pòhng     | phòng   | páng     | baon    | pông    | pông    | ぼう bō  | ほう hō  | 방 bang  | bàng      |      |       |
| 旁 «бок»               | [bɑŋ]      | [pʰɔːŋ˨˩] | [pʰoŋ˩] | [pʰɑŋ˧˥] | [bɑ̃˨˧]  | /pɔŋ˨˦/ | /pɔŋ˨˦/ | [boː]    | [hoː]    | [paŋ]    | [ʔɓaːŋ˨˩] |      |       |
| 萬 [万] «десять тысяч» | mjon去     | maahn     | van     | wàn      | ve      | bān     | bān     | もん mon | ばん ban | 만 man   | vạn       |      |       |
| 萬 [万] «десять тысяч» | [mĭwɐnH]   | [maːn˨]   | [van˥]  | [wän˥˩]  | [ve˨˧]  | /ban˧/  | /ban˧/  | [mõɴ]    | [bãɴ]    | [man]    | [vaːn˧˨ʔ] |      |       |
| 慢 «медленный»         | maen去     | maahn     | man     | màn      | me      | bān     | bān     | まん man | ばん ban | 만 man   | mạn       |      |       |
| 慢 «медленный»         | [manH]     | [maːn˨]   | [man˥]  | [män˥˩]  | [me˨˧]  | /ban˧/  | /ban˧/  | [mãɴ]    | [bãɴ]    | [man]    | [maːn˧˨ʔ] |      |       |

В большинстве современных языков слились среднекитайские финали 支 -je, 脂 -ij, 之 -i и 微 -jɨj, при этом во многих языках они получили два рефлекса: один, как /ɨ~ɯ/ во многих китайских или /a/ в корейском, используется после фрикативных инициалей (/s-/, /ts-/ и т. п.), другой, обычно /i/, после остальных. В отдельных случаях они различаются, наиболее часто и последовательно — в просторечном слое в миньских языках.
| иероглиф               | среднекит. |                  | кант.  | хакка    | с.-кит.  | у       | хокло    | хокло       |        | японский    | японский  | кор. | вьет. |
| иероглиф               | среднекит. | Гонконг          | Мяоли  | Пекин    | Шанхай   | Амой    | Амой     | го-он       | кан-он | Сеул        | Ханой     |      |       |
| иероглиф               | среднекит. | Гонконг          | Мяоли  | Пекин    | Шанхай   | книж.   | прост.   | го-он       | кан-он | Сеул        | Ханой     |      |       |
| 寄 «посылать»          | kje去      | gei              | ki     | jì       | ci       | kì      | kià      | き ki       | き ki  | 기 gi       | kí        |      |       |
| 寄 «посылать»          | [kǐeH]     | [kei̯˧]           | [ki˥]  | [tɕi˥˩]  | [tɕi˧˦]  | [ki˧˩]  | [kia˧˩]  | [kʲi]       | [kʲi]  | [ki]        | [ki˧˦]    |      |       |
| 騎 [骑] «ехать верхом» | gje平      | kèh              | khì    | qí       | ji       | khî     | khiâ     | ぎ gi       | き ki  | 기 gi       | kị        |      |       |
| 騎 [骑] «ехать верхом» | [ɡǐe]      | [kʰɛː˨˩]         | [kʰi˩] | [tɕʰi˧˥] | [dʑi˨˧]  | [kʰi˨˦] | [kʰia˨˦] | [ɡʲi]~[ŋʲi] | [kʲi]  | [ki]        | [ki˧˨ʔ]   |      |       |
| 利 «выгода»            | lij去      | leih             | li     | lì       | li       | lī      | lāi      | り ri       | り ri  | 리 ri, 이 i | lợi       |      |       |
| 利 «выгода»            | [liH]      | [lei̯˨]           | [li˥]  | [li˥˩]   | [li˨˧]   | [li˧]   | [lai˧]   | [ɾʲi]       | [ɾʲi]  | [ɾi], [i]   | [ləːj˧˨ʔ] |      |       |
| 獅 [狮] «лев»          | srij平     | sī               | sṳ̂     | shī      | sý       | su      | sai      | し shi      | し shi | 사 sa       | sư        |      |       |
| 獅 [狮] «лев»          | [ʃi]       | [siː˥]           | [sɨ˨˦] | [ʂɨ˥]    | [sz̩˥˧]   | [su˦]   | [sai˦]   | [ɕi]        | [ɕi]   | [sʰa]       | [sɨ˧˧]    |      |       |
| 使 «использовать»      | sri上      | sái, sí          | sṳ́     | shǐ      | sy       | sú      | sái      | し shi      | し shi | 사 sa       | sứ        |      |       |
| 使 «использовать»      | [ʃĭəX]     | [sɐi̯˧˥], [siː˧˥] | [sɨ˧˩] | [ʂɨ˨˩˨]  | [sz̩˧˦]   | [su˥˧]  | [sai˥˧]  | [ɕi]        | [ɕi]   | [sʰa]       | [sɨ˧˦]    |      |       |
| 似 «похожий»           | zi上       | chíh             | sṳ     | sì       | zy       | sū      | sāi      | じ ji       | し shi | 사 sa       | tự        |      |       |
| 似 «похожий»           | [zĭəX]     | [tsʰiː˨˧]        | [sɨ˥]  | [sɨ˥˩]   | [zz̩˨˧]   | [su˧]   | [sai˧]   | [dʑi]       | [ɕi]   | [sʰa]       | [tɨ˧˨ʔ]   |      |       |
| 氣 [气] «воздух»       | khjɨj去    | hei              | hi     | qì       | chi      | khì     | khùi     | け ke       | き ki  | 기 gi       | khí       |      |       |
| 氣 [气] «воздух»       | [kʰĭəiH]   | [hei̯˧]           | [hi˥]  | [tɕʰi˥˩] | [tɕʰi˧˦] | [kʰi˧˩] | [kʰui˧˩] | [ke]        | [kʲi]  | [ki]        | [xi˧˦]    |      |       |
| 機 [机] «механизм»     | kjɨj平     | gēi              | kî     | jī       | cí       | ki      | kui      | け ke       | き ki  | 기 gi       | ki        |      |       |
| 機 [机] «механизм»     | [kĭəi]     | [kei̯˥]           | [ki˨˦] | [tɕi˥]   | [tɕi˥˧]  | [ki˦]   | [kui˦]   | [ke]        | [kʲi]  | [ki]        | [ki˧˧]    |      |       |

Распространение слогов, оканчивающихся на -p, -t, -k, -ʔ

В традиционной фонетике финали на смычные -p, -t, -k описываются как аллофоны финалей на носовые -m, -n, ng в так называемом «входящем тоне». Исход входящего тона — ещё один важный критерий в классификации современных языков:
- Конечные -p, -t, -k сохранились в южнокитайских языках — например, в кантонском, хакка, гань, в «книжном» слое в хокло, а также в не-китайских языках: корейском и вьетнамском.

В японском языке, не допускающем закрытые слоги, конечные -p, -t, -k перешли в -fu, -tsu/-chi, -ku/-ki соответственно, при этом конечный -fu (в древнеяпонском произносился как -pu) позднее переходит в -u и сливается с предшествующей гласной (например, 合 gapu > gafu > gau > gō, 級 kipu > kifu > kiu > kyū, и т. п.).
В некоторых языках наблюдается слияние конечных смычных, обычно в паре с носовыми. Например, в чаошаньском из конечных согласных есть только губные -m/-p и велярные -ng/-k, тогда как зубные -n/-t исчезли (перешли в -ng/-k).
- В других языках конечные -p, -t, -k перешли в гортанную смычку [-ʔ], например, в «просторечном» слое в хокло, в языке у, в отдельных диалектах севернокитайского — юго-восточном (нанкинском) и цзинь.
- Конечные смычные полностью исчезли в большинстве диалектов севернокитайского и языке сян. В некоторых идиомах они продолжают различаться с помощью отдельного тона, но, например, в пекинском севернокитайском они перераспределяются и получают один из не-входящих тонов, причём иногда (после бывших глухих инициалей) тон, который они получат, непредсказуем.

### Тоны

Число тонов: чем темнее — тем больше

Все современные китайские языки являются тоновыми. Тоны (контуры высоты голоса) в них играют смыслоразличительную роль.
Тоны впервые возникли в среднекитайский период, средневековые словари выделяют четыре тона: «ровный» (平), «восходящий» (上), «уходящий» (去) и «входящий» (入). Эти названия не являются описательными, они служат лишь иллюстрирующими тоны мнемониками (слово «ровный» 平 имеет ровный тон, слово «входить» 入 имеет входящий тон, и т. д.). В современных языках эти четыре тона затем разделились на две категории: «тёмные» (陰) тоны после древних глухих инициалей и «светлые» (陽) — после звонких.
В стандартном севернокитайском обычно выделяют четыре фонематических тона. Также в нём есть так называемый «нейтральный» тон, произношение которого зависит от тона предыдущего слога. Кроме того, в севернокитайском есть несложные тоновые сандхи, например, 老鼠 lǎoshǔ «мышь» произносится [lau̯˧˥ ʂu˨˩] (то есть как láoshǔ); 一定 yīdìng «непременно» произносится [i˧˥ tiŋ˥˩] (как yídìng); 科學家 [科学家] kēxuéjiā «учёный» в быстрой речи произносится [kʰɤ˥ ɕy̯ɛ˥˦ t͡ɕi̯ä˥], и т. д.
| основные тоны   | ① shī [ʂɨ˥] ·                  | ② shí [ʂɨ˧˥] ·                     | ③ shǐ [ʂɨ˨˩˨] ·                | ④ shì [ʂɨ˥˨] ·                |
| нейтральный тон | после ① · zhīshi [ʈ͡ʂɨ˥ ʂɨ˦˩] · | после ② · liángshi [li̯ɑŋ˧˥ ʂɨ˥˨] · | после ③ · běnshi [pən˨˩ ʂɨ˧] · | после ④ · gùshi [ku˥˧ ʂɨ˨˩] · |

В стандартном кантонском языке есть шесть фонематических тонов. Тоны в слогах на -p, -t, -k имеют те же тоновые контуры, что и в обычных, однако по историческим причинам их могут считать отдельно (тогда насчитывая 9 тонов). В кантонском нет тоновых сандхи, но ограниченно используется словообразование тоном: 糖 tòhng «сахар», но tóng «конфета»; 刷 chaat «тереть, чистить», но cháat «щётка» и т. д.
|              | обычные слоги    | обычные слоги    | обычные слоги   |                 | слоги на -p, -t, -k | слоги на -p, -t, -k |
| высокие тоны | ① yām [jɐm˥] ·   | ② yám [jɐm˧˥] ·  | ③ yam [jɐm˧] ·  | ① yāt [jɐt˥] ·  | ③ yat [jɐt˧] ·      |                     |
| низкие тоны  | ④ yàhm [jɐm˨˩] · | ⑤ yáhm [jɐm˨˧] · | ⑥ yahm [jɐm˨] · | ⑥ yaht [jɐt˨] · | ⑥ yaht [jɐt˨] ·     |                     |

В языке хокло число фонематических тонов в большинстве диалектов составляет пять, однако для него традиционно применяется система из 8 тонов (при этом почти ни один диалект не различает все восемь, те или иные тоны сливаются в своих контурах). В хокло есть умеренно сложные тоновые сандхи: в интонационном отрезке изменяется каждый тон, кроме последнего. Имеется нейтральный тон, однако в хокло, в отличие от севернокитайского, у нейтрального тона фиксированный контур, не зависящий от тона предыдущего слога.
| kun [kun˦] ·  | kún [kun˥˩] ·                    | kùn [kun˧˩] · | kut [kut˧˨] · |
| kûn [kun˨˦] · | kǔn (в амойском совпадает с kūn) | kūn [kun˧] ·  | ku̍t [kut˦] ·  |

В шанхайском диалекте языка у есть пять тонов. Из-за того, что тоны в нём привязаны к другим фонетическим аспектам («тёмные» тоны сочетаются только с глухими инициалями, «светлые» — только со звонкими; «входящие» тоны используются только в слогах на [-ʔ]), некоторые анализы шанхайского сокращают число его фонематических тонов до двух. В языке у крайне сложные тоновые сандхи. Различают сандхи с левой вершиной (в отдельных словах) и с правой вершиной (в словосочетаниях). Например, слово 中國 [中国] tsónkoq «Китай» состоит из слогов 中 tsón /tsoŋ˥˧/ и 國 [国] koq /koʔ˥/, а целиком произносится /tsoŋ˥ koʔ˨˩/. Словосочетание 買酒 [买酒] macieu «покупать вино» состоит из 買 [买] ma /ma˨˧/ и 酒 cieu /tɕiɤ˧˦/, вместе произносится /ma˧ tɕiɤ˧˦/. В некоторых случаях тип сандхи влияет на смысл: 炒麪 [炒面] tshaumi может функционировать и как слово /tsʰɔ˧ mi˦/ «жареная лапша», и как словосочетание /tsʰɔ˦ mi˩˨/ «жарить лапшу».
|               | обычные слоги     | обычные слоги     | слоги на -q [ʔ]    |
| ------------- | ----------------- | ----------------- | ------------------ |
| после глухих  | sý 詩 [诗] [sz̩˥˧] | sy 使 [sz̩˧˦]      | seq 識 [识] [səʔ˥] |
| после звонких | zy 時 [时] [zz̩˨˧] | zy 時 [时] [zz̩˨˧] | zeq 食 [zəʔ˩˨]     |

## Грамматика
Китайский синтаксис характеризуется номинативным строем, относительно фиксированным порядком слов: определение всегда предшествует определяемому, чем бы оно (определение) ни выражалось: от одного слова до целого предложения. Обстоятельства, выраженные наречиями степени и т. п., ставятся перед глаголом; так называемые «дополнения» (времени, результата) обычно следуют за глаголом.
Аффиксы немногочисленны, иногда факультативны, носят агглютинативный характер. Агглютинация не служит выражению отношений между словами, и строй языка остаётся преимущественно изолирующим. Китайские языки имеют развитую систему сложных предложений, образуемых союзным и бессоюзным сочинением и подчинением.

### Число и счётные слова

Местоимение «он»:
от 他: с.-кит. tā
от 渠: кант. 佢 kéuih, хакка 渠 kì, шанх. 伊 yi
от 伊: хокло i
иное

В китайских языках отсутствует категория грамматического числа. С существительными активно используются классификаторы (также называемые счётными словами), обычно после числительных и указательных местоимений, а также в удвоении со значением «каждый».
| 搿         | 隻   | 皮球    | [шанхайский] |
| [搿        | 只   | 皮球]   |              |
| geq        | tsaq | bi-jieu |              |
| это        | CL   | мяч     |              |
| «этот мяч» |      |         |              |
| 一           | 枝 | 筆    | [хокло] |
| [一          | 枝 | 笔]   |         |
| chı̍t         | ki | pit   |         |
| один         | CL | кисть |         |
| «одна кисть» |    |       |         |
| 個               | 個 | 人      | [кантонский] |
| [个              | 个 | 人]     |              |
| go               | go | yàhn    |              |
| CL               | CL | человек |              |
| «каждый человек» |    |         |              |
С небольшим набором слов, в основном с личными местоимениями, используются суффиксы множественного числа: кант. 哋 -deih, с.-кит. 們 [们] -men, хакка 兜 -têu, хокло -n, шанх. 拉 la и т. д.
| язык             | «я»     | «ты»        | «он»     |                    | «мы»                      | «вы»               | «они» |
| севернокитайский | 我 wǒ   | 你 nǐ       | 他 tā    | 我們 [我们] wǒ-men | 你們 [你们] nǐ-men        | 他們 [他们] tā-men |       |
| кантонский       | 我 ngóh | 你 néih     | 佢 kéuih | 我哋 ngóh-deih     | 你哋 néih-deih            | 佢哋 kéuih-deih    |       |
| хокло            | 我 góa  | 汝 lí       | 伊 i     | 阮 goán            | 恁 lín                    | 𪜶 in              |       |
| хакка            | 𠊎 ngài | 你 ngì      | 佢 kì    | 𠊎兜 ngài-têu      | 你兜 ǹg-têu               | 佢兜 kì-têu        |       |
| шанхайский       | 我 ngu  | 儂 [侬] non | 伊 yi    | 阿拉 aq-la         | 儂拉 [侬拉] non-la, 㑚 na | 伊拉 yi-la         |       |

В севернокитайском 們 [们] -men может использоваться не только с местоимениями, но и с простыми существительными, обозначающими людей: 朋友們 [朋友们] péngyǒu-men «друзья», 學生們 [学生们] xuéshēng-men «ученики» и т. п. В других языках такое употребление нехарактерно, например, в кантонском здесь скорее будет использовано общее счётное слово для нескольких объектов: 啲朋友 dī-pàhngyáuh, 啲學生 [啲学生] dī-hohksāang.

### Выражение принадлежности

Частица принадлежности:
от 的: с.-кит. de
от 個: кант. 嘅 ge, хакка 嘅 ke, хокло 兮 ê

Принадлежность выражается посессивными частицами: кант. 嘅 ge, с.-кит. 的 de, хокло 兮 ê и т. д.
| 他          | 的  | 書    | [севернокитайский] |
| [他         | 的  | 书]   |                    |
| tā          | de  | shū   |                    |
| 佢          | 嘅  | 書    | [кантонский]       |
| [佢         | 嘅  | 书]   |                    |
| kéuih       | ge  | syū   |                    |
| 伊          | 兮  | 冊    | [хокло]            |
| i           | ê   | chheh |                    |
| он          | POS | книга |                    |
| «его книга» |     |       |                    |
В кантонском языке принадлежность конкретных предметов выражается также с помощью соответствующих классификаторов. Пример выше, хотя он и грамматически корректен, в речи на самом деле скорее будет выглядеть так:
| 佢          | 本  | 書    | [кантонский] |
| [佢         | 本  | 书]   |              |
| kéuih       | bún | syū   |              |
| он          | CL  | книга |              |
| «его книга» |     |       |              |
В хокло местоимения множественного числа могут функционировать в качестве притяжательных, при этом подразумевая единственное число. Похожая структура существует, например, в корейском языке.
| 阮         | 查某囝      | [хокло]     |
| gún        | cha-bó͘-kiáⁿ |             |
| 우리       | 딸          | [корейский] |
| uri        | ttal        |             |
| мы         | дочь        |             |
| «моя дочь» |             |             |

Частица отрицания:
от 不: с.-кит. 不 bù, шанх. 勿 veq
от 無: кант. 唔 m̀h, хакка 唔 m̀, хокло 毋 m̄
иное

Посессивные частицы могут использоваться и после целого предложения, превращая его в определение:
| 我                               | 不  | 認識   | 的  | 人      | [севернокитайский] |
| [我                              | 不  | 认识   | 的  | 人]     |                    |
| wǒ                               | bù  | rènshì | de  | rén     |                    |
| 我                               | 毋  | 捌     | 兮  | 儂      | [хокло]            |
| [我                              | 毋  | 捌     | 兮  | 侬]     |                    |
| góa                              | m̄   | pat    | ê   | lâng    |                    |
| 我                               | 唔  | 識     | 嘅  | 人      | [кантонский]       |
| [我                              | 唔  | 识     | 嘅  | 人]     |                    |
| ngóh                             | m̀h  | sīk    | ge  | yàhn    |                    |
| я                                | NEG | знать  | POS | человек |                    |
| «человек, с которым я не знаком» |     |        |     |         |                    |

### Глаголы-связки

Глагол-связка:
от 是: с.-кит. shì, хокло sǐ, шанх. zy
от 係: кант. haih, хакка he

Базовым глаголом-связкой «быть (чем-то или кем-то)» в китайских языках является 是 (с.-кит. shì, хокло sǐ, шанх. zy) или 係 (кант. haih, хакка he).
| 他        | 是   | 誰？      | [севернокитайский] |
| [他       | 是   | 谁？]     |                    |
| tā        | shì  | shéi      |                    |
| 伊        | 是   | 啥儂？    | [хокло]            |
| [伊       | 是   | 啥侬？]   |                    |
| i         | sǐ   | siáⁿ-lâng |                    |
| 佢        | 係   | 邊個？    | [кантонский]       |
| [佢       | 係   | 边个？]   |                    |
| kéuih     | haih | bīngo     |                    |
| он        | COP  | кто       |                    |
| «Кто он?» |      |           |                    |
Как связка со значением «быть, существовать, иметься» используется 有 (с.-кит. yǒu, кант. yáuh, хокло ǔ, шанх. yeu и т. д.). Связки в значении «быть (где-то), находиться» сильно различаются в разных языках:
- с.-кит. 在 zài, хакка 在 chhai
- кант. 喺 hái, диал. хакка 嗨 hôi
- хокло 佇 tī
- диал. кант. 響 [响] héung
- шанх. 辣 laq

### Глагольные виды и дополнения
В китайских языках отсутствует категория времени глагола, но имеются системы глагольных видов, которые могут выражаться послеглагольными частицами, предглагольными наречиями, или модальными частицами в конце предложения.
| частица     | вид             | значение                                                                        |
| ----------- | --------------- | ------------------------------------------------------------------------------- |
| 咗 jó       | совершенный     | простые законченные действия                                                    |
| 緊 [紧] gán | прогрессив      | продолжающиеся, протекающие длительные действия                                 |
| 住 jyuh     | перфект         | законченные однократные действия, чей результат сохраняется                     |
| 過 [过] gwo | плюсквамперфект | бывавшие, имевшие место действия, чей результат не сохраняется                  |
| 吓 háh      | делимитатив     | в повелительном наклонении: действия, сделанные один раз или на время, на пробу |
| 開 [开] hōi | хабитуалис      | регулярные, обычные действия                                                    |

В миньских языках и языке у видовая система не так развита. Частицы 辣 laq, 辣海 laq-he в шанхайском и 咧 leh, 佇咧 tī-leh в хокло могут обозначать продолженный вид (перед глаголом) или перфект (после глагола). В первом случае эти частицы сочетаются с глаголами, обозначающими длительные действия, во втором — однократные.
| 伊                    | 咧   | 讀冊。     | [хокло] |
| [伊                   | 咧   | 读冊。]    |         |
| i                     | leh  | tha̍k-chheh |         |
| он                    | PROG | читать     |         |
| «Он (сейчас) читает.» |      |            |         |
| 坐              | 咧    | 講       | [хокло] |
| [坐             | 咧    | 讲]      |         |
| chē             | --leh | kóng     |         |
| сидеть          | PERF  | говорить |         |
| «говорить сидя» |       |          |         |
Широко используются дополнения («комплементы») результата и направления, представляющие собой другие глаголы и прилагательные, описывающие, каким образом протекает основное действие:
| 吃         | 飽   | [севернокитайский] |
| [吃        | 饱]  |                    |
| chī        | -bǎo |                    |
| «наесться» |      |                    |
| 諗                    | 出     | [кантонский] |
| [谂                   | 出]    |              |
| nám                   | -chēut |              |
| «придумать; выдумать» |        |              |
| 睡       | 着    | [севернокитайский] |
| shuì     | -zháo |                    |
| «уснуть» |       |                    |
| 食                              | 毋 | 著    | [хокло] |
| chia̍h                           | -m̄ | -tio̍h |         |
| «ошибочно съесть; не то съесть» |    |       |         |
| 徛                      | 起來      | [хокло] |
| khiā                    | --khí-lâi |         |
| «вставать; подниматься» |           |         |
| 去      | 得   | 到  | [кантонский] |
| heui    | -dāk | dou |              |
| «дойти» |      |     |              |

### Служебные глаголы
В китайских языках активно используются модальные глаголы. Будущее время может выражаться глаголами со значением «уметь» (с.-кит. 要 yào, кант. 要 yiu, хокло 卜 beh, хакка 愛 oi и т. д.) — обычно говоря об «объективных» фактах и в отдалённом будущем — или глаголами со значением «хотеть» (с.-кит. 會 huì, кант. 會 wúih, хокло 會 ě, хакка 曉 hiáu и т. д.) — говоря о «субъективных» фактах в близком будущем.
Предлоги обычно являются грамматикализованными глаголами. В англоязычных работах предлоги могут называть термином coverb, что иногда переводят на русский как «соглагол». Основное значение в них часто ещё просматривается, что влияет на порядок слов — в нём должен соблюдаться принцип временной последовательности.
| 大衞                                                                      | 坐     | 火車   | 從        | 波士頓   | 到         | 紐約     | 去    | 看      | 他 | 的  | 姐姐   | [севернокитайский] |
| [大卫                                                                     | 坐     | 火车   | 从        | 波士顿   | 到         | 纽约     | 去    | 看      | 他 | 的  | 姐姐]  |                    |
| dàwèi                                                                     | zuò    | huǒchē | cóng      | bōshìdùn | dào        | niǔyuē   | qù    | kàn     | tā | de  | jiějie |                    |
| Дэвид                                                                     | сидеть | поезд  | следовать | Бостон   | достигнуть | Нью-Йорк | пойти | увидеть | он | POS | сестра |                    |
| «Дэвид приехал в Нью-Йорк из Бостона на поезде чтобы увидеться с сестрой» |        |        |           |          |            |          |       |         |    |     |        |                    |
В южнокитайских языках страдательный залог склонен маркироваться предлогом с буквальным значением «давать»: шанх. 撥 [拨] peq, кант. 畀 béi, хакка 分 pûn, хокло 予 hō͘ и т.д (тот же предлог часто вводит побудительный залог). В севернокитайском в таком значении обычно используются предлоги с буквальным значением «прилегать; сближаться» в южных его диалектах (как 着 zhuó [tso˨˩] в Сычуане или 挨 āi [ŋai˨˩] в Гуанси) или «звать; просить» в северных (叫 jiào или 讓 [让] ràng).
| 餅乾                          | 撥     | 人家    | 吃脱      | 了。  | [шанхайский] |
| [饼干                         | 拨     | 人家    | 吃脱      | 了。] |              |
| pin-kóe                       | peq    | gnin-ká | chiq-theq | leq   |              |
| печенье                       | давать | некто   | съесть    | PFV   |              |
| «Печенье было кем-то съедено» |        |         |           |       |              |
| 個                           | 蟆      | 挨        | 隻    | 蛇    | 吃    | 去      | 呃   | [диалект Линьгуя, пинхуа] |
| [个                          | 蟆      | 挨        | 只    | 蛇    | 吃    | 去      | 呃]  |                           |
| /ko³³                        | ma³⁴    | ŋai³¹     | tɕiʔ⁵ | ɕiə³¹ | hiəʔ⁵ | həu³³   | e³³/ |                           |
| CL                           | лягушка | прилегать | CL    | змея  | есть  | уходить | PFV  |                           |
| «Лягушка была съедена змеёй» |         |           |       |       |       |         |      |                           |
| 碗兒                      | 叫      | 我   | 打      | 咧     | [цзинь] |
| [碗儿                     | 叫      | 我   | 打      | 咧]    |         |
| /vang⁵³ æ¹¹               | tɕiau³⁵ | ɣɤ⁵³ | ta⁵³    | lie¹¹/ |         |
| миска                     | звать   | я    | ударять | PFV    |         |
| «Миска была мною разбита» |         |      |         |        |         |
Порядок слов при глаголе «давать» — одно из часто упоминаемых различий между севернокитайским («давать [кому] [что]») и южнокитайскими («давать [что] [кому]»).
| 我                | 畀     | 一   | 本   | 書    | 佢。  | [кантонский]       |
| [我               | 畀     | 一   | 本   | 书    | 佢。] |                    |
| ngóh              | béi    | yāt  | bún  | syū   | kéuih |                    |
| я                 | давать | один | CL   | книга | он    |                    |
| 我                | 給     | 他   | 一   | 本    | 書。  | [севернокитайский] |
| [我               | 给     | 他   | 一   | 本    | 书。] |                    |
| wǒ                | gěi    | tā   | yī   | běn   | shū   |                    |
| я                 | давать | он   | один | CL    | книга |                    |
| «Я дал ему книгу» |        |      |      |       |       |                    |

### Прилагательные
Прилагательные часто описывают как подвид глаголов: они могут принимать видовые частицы, не требуют глагола-связки. При этом в отличие от иных глаголов, прилагательные в обычных предложениях требуют наречия степени, хотя бы условного, как слова с буквальным значением «очень» в примерах ниже.
| 佢             | 好    | 靚。      | [кантонский]       |
| [佢            | 好    | 靓。]     |                    |
| kéuih          | hóu   | leng      |                    |
| 她             | 很    | 漂亮。    | [севернокитайский] |
| tā             | hěn   | piàoliàng |                    |
| 伊             | 真    | 媠。      | [хокло]            |
| i              | chin  | súi       |                    |
| она            | очень | красивый  |                    |
| «Она красивая» |       |           |                    |
Китайские языки сильно различаются по части конструкций сравнения. Существуют три основных типа:
1) с дополнением («комплементом») с буквальным значением «превосходить», как в кантонском 過 [过] -gwo:
| 佢                  | 靚       | 過           | 你。  | [кантонский] |
| [佢                 | 靓       | 过           | 你。] |              |
| kéuih               | leng     | -gwo         | néih  |              |
| она                 | красивый | превосходить | ты    |              |
| «Она красивее тебя» |          |              |       |              |
2) с предлогом с буквальным значением «сопоставлять, сравнивать», как в севернокитайском 比 bǐ:
| 她                  | 比         | 你 | 漂亮。    | [севернокитайский] |
| tā                  | bǐ         | nǐ | piàoliàng |                    |
| она                 | сравнивать | ты | красивый  |                    |
| «Она красивее тебя» |            |    |           |                    |
3) с наречием «более» перед прилагательным, как в хокло 較 [较] khah (объект сравнения может располагаться сразу после прилагательного, либо же выноситься вперёд с помощью предлога 比 pí):
| 伊                  | 較         | 媠       | 汝。  | [хокло]  |         |
| [伊                 | 较         | 媠       | 汝。] |          |         |
| i                   | khah       | súi      | lí    |          |         |
| она                 | более      | красивый | ты    |          |         |
| 伊                  | 比         | 汝       | 較    | 媠。     | [хокло] |
| [伊                 | 比         | 汝       | 较    | 媠。]    |         |
| i                   | pí         | lí       | khah  | súi      |         |
| она                 | сравнивать | ты       | более | красивый |         |
| «Она красивее тебя» |            |          |       |          |         |
Наречия обычно располагаются перед глаголом, хотя в кантонском существует небольшой набор постглагольных наречий, сложившийся, вероятно под влиением тай-кадайских или хмонг-мьенских языков.
| 你              | 去    | 先。           | [кантонский]                 |
| néih            | heui  | sìn            |                              |
| /mɯŋ³¹          | pai²⁴ | ko:n³⁵/        | [чжуанский (тай-кадайские)]  |
| /kau²           | muŋ⁴  | te²/           | [язык буну (хмонг-мьенские)] |
| ты              | идти  | предшествующий |                              |
| «Ты иди первым» |       |                |                              |

### Структура «тема—рема»
Китайские языки относятся к топиковым, то есть тема высказывания может выноситься вперёд, тогда как рема может представлять собой самостоятельное подпредложение.
| 這                                      | 家  | 飯館，   | 服務         | 很    | 好      | [севернокитайский] |
| [这                                     | 家  | 饭馆，   | 服务         | 很    | 好]     |                    |
| zhè                                     | jiā | fànguǎn  | fúwù         | hěn   | hǎo     |                    |
| это                                     | CL  | ресторан | обслуживание | очень | хороший |                    |
| «В этом ресторане хорошее обслуживание» |     |          |              |       |         |                    |
| 呢                      | 啲  | 嘢， | 冇            | 人      | 識    | 嘅。  | [кантонский] |
| [呢                     | 啲  | 嘢， | 冇            | 人      | 识    | 嘅。] |              |
| nī                      | dī  | yéh  | móuh          | yàhn    | sīk   | ge    |              |
| это                     | COL | вещь | отсутствовать | человек | знать | POS   |              |
| «Этого никто не знает.» |     |      |               |         |       |       |              |
К топиковым языкам относятся также соседние восточноазиатские: японский, корейский, малайский и т. д. В классическом китайском для выделения темы могла использоваться частица 者 tsyae上, однако она не была так распространена, как は wa в японском или 는 neun в корейском.
| 如 | 有           | 王       | 者，    | 必         | 世        | 而    | 後    | 仁。        | [классический китайский] |
| nyo平 | hjuw上       | hjwang平 | tsyae上 | pjit入     | syej去    | nyi平 | huw上 | nyin平      | [среднекитайский]        |
| если | существовать | государь | TOP     | необходимо | поколение | и     | после | добродетель |                          |
| «Если появится [истинный] государь, то потребуется поколение, чтобы утвердилась добродетель» (из «Аналектов Конфуция») |              |          |         |            |           |       |       |             |                          |

## Лексика
Морфема, как правило, односложна. Часть старых односложных слов синтаксически не самостоятельны — они употребляются лишь как компоненты сложных и производных слов. В современных языках доминируют двусложные (двуморфемные) слова. По мере развития терминологии увеличивается число более чем двусложных слов.
Словообразование осуществляется способами словосложения, аффиксации и конверсии.

### Фразеология
Книжному языку характерны четырёхсложные идиомы (成語 [成语]), часто взятые из классической литературы и присутствующие также в некитайских языках синосферы: японском (ёдзи-дзюкуго), корейском (ханча-соно) и т. д.
| 畫                                                                   | 龍    | 點   | 睛    |                    |
| [画                                                                  | 龙    | 点   | 睛]   |                    |
| huà                                                                  | lóng  | diǎn | jīng  | [севернокитайский] |
| waahk                                                                | lùhng | dím  | jīng  | [кантонский]       |
| ūi                                                                   | lêng  | tiám | cheng | [хокло]            |
| ga                                                                   | ryō   | ten  | sei   | [японский]         |
| hwa                                                                  | ryung | jeom | jeong | [корейский]        |
| họa                                                                  | long  | điểm | tình  | [вьетнамский]      |
| «Рисуя дракона, добавить зрачки» (образно — делать последние штрихи) |       |      |       |                    |
| 盡                                                              | 善    | 盡    | 美   |                    |
| [尽                                                             | 善    | 尽    | 美]  |                    |
| jìn                                                             | shàn  | jìn   | měi  | [севернокитайский] |
| jeuhn                                                           | sihn  | jeuhn | méih | [кантонский]       |
| chīn                                                            | siān  | chīn  | bí   | [хокло]            |
| jin                                                             | zen   | jin   | bi   | [японский]         |
| jin                                                             | seon  | jin   | mi   | [корейский]        |
| tận                                                             | thiện | tận   | mỹ   | [вьетнамский]      |
| «превосходный, абсолютно совершенный» (из «Аналектов Конфуция») |       |       |      |                    |
В просторечии распространены иносказания-недоговорки (歇後語 [歇后语]), зачастую специфичные для конкретного языка или региона. Типичная недоговорка состоит из двух частей, в первой содержится иносказание или загадка, во второй — её раскрытие, часто с элементом каламбура.
| 橋上倒涼茶                   | —— | 河苦           | [кантонский] |
| [桥上倒凉茶                  |    | 河苦]          |              |
| kìuh seuhng dóu lèuhng chàh, | —  | hòh fú         |              |
| «пролил чай с моста          | —  | речка горькая» |              |
河苦 hòh fú «речка горькая» звучит как 何苦 hòhfú «зачем горевать? какая разница?». Идиома означает, что о произошедшем не надо беспокоиться.
| 豬八戒照鏡子                 | —— | 裡外不是人               | [севернокитайский] |
| [猪八戒照镜子                |    | 里外不是人]              |                    |
| zhū bājiè zhào jìngzǐ,       | —  | lǐwài bù shì rén         |                    |
| «Чжу Бацзе смотрит в зеркало | —  | и так, и так не человек» |                    |
Чжу Бацзе — антропоморфная свинья в фольклоре. Идиома описывает ситуацию, когда человек будет осуждаем в любом случае, независимо от его действий.

### Заимствования
Заимствования из других языков появляются ещё в древнекитайский период.
Транскрипции ниже даны со среднекитайского по Ван Ли.
- 珊瑚 /sɑn ɣu/ «коралл» (из иранских языков, родственно персидскому سنگ sang «камень»)
- 葡萄 /bu dɑu/ «виноград» (из бактрийского, родственно персидскому باده bâda «вино»)
- 獅 [狮] /ʃi/ «лев» (предположительно из иранских, родственно персидскому شیر šêr «лев»; по другой версии из тохарского)
- 蜜 /mĭĕt/ «мёд» (из тохарского, родственно русскому «мёд»)
- 車 [车] /kĭo/ «колесо; колесница; машина» (из индоевропейских, возможно тохарского, родственно русскому «колесо»)
- 龜 [龟] /kwi/ «черепаха» (из австроазиатских, родственно монскому ဂွိ gwi «мягкотелая черепаха»)

Как в древнекитайский период, так и в раннее средневековье (эпоху Тан) появляется множество заимствований и калек в лексиконе, связанном с буддизмом.
- 佛 /bĭuət/ «будда» (из иранских)
- 剎那 /tʃʰat nɑ/ «момент, миг» (санскр. kṣaṇa)
- 支那 /tɕǐe nɑ/ «Китай» (санскр. cīna)
- 魔羅 [魔罗] /muɑ lɑ/ «демон, мара» (санскр. māra)
- 菩提 /bu diei/ «бодхи» (санскр. bodhi)
- 世界 /ɕĭɛiH kɐiH/ «мир» (калька с санскр. lokadhātu «раздел мира»)

Другим источником заимствований были монгольский и тунгусо-маньчжурские языки, особенно в части географических названий.
- 可汗 /kʰɑX ɣɑn/ «каган» (из монгольского или тюркских)
- 站 севернокит. zhàn, кант. jaahm «станция (изначально почтовая)» (из монгольского ᠵᠠᠮᠴᠢ ǰamči; родственно русскому «ям», заимствованному через тюркские)
- 西藏 севернокит. xī zàng «Тибет» (полукалька—полутранскрипция маньчжурского ᠸᠠᡵᡤᡳ
ᡯᠠᠩ wargi dzang «западный Дзанг»)
- 俄羅斯 [俄罗斯] севернокит. é luó sī «Россия» (из маньчжурского ᠣᡵᠣᠰ oros)
- 圖們 [图们] севернокит. tú mén «река Туманная» (от маньчжурского названия реки, ᡨᡠᠮᡝᠨ tumen, букв. «десять тысяч»)

В 19~20 веках многие японские неологизмы, составленные из китайских корней, были заимствованы в китайские языки.
- 電話 [电话] яп. дэнва «телефон»
- 力學 [力学] яп. рикигаку «механика»
- 方案 яп. хоːан «план; схема»
- 理由 яп. риюː «причина»
- 例外 яп. рэйгай «исключение»
- 財閥 [财阀] яп. дзайбацу «финансовая клика; дзайбацу»

Современные заимствования из западных языков могут передаваться иероглифами фонетически. Из-за разницы в фонетике между китайскими языками, заимствование, транскрибированное в одном из них, в другом китайском языке может звучать совершенно непохоже на свой источник.
- 馬達 [马达] шанх. mo-da «мотор» (англ. motor; ср. севернокит. mǎ dá, кант. máh daaht)
- 沙發 [沙发] шанх. so-faq «софа» (англ. sofa; ср. севернокит. shā fā, кант. sā faat; в кантонском более распространено 梳化 sō fá)
- 色拉 шанх. saq-laq «салат» (англ. salad; ср. севернокит. sè lā, кант. sīk lāai)
- 裇 кант. sēut «футболка» (англ. shirt; ср. севернокит. xù)
- 的士 кант. dīk sí «такси» (англ. taxi; ср. севернокит. dīshì)
- 華盛頓 [华盛顿] кант. wàh sihng deuhn «Вашингтон» (англ. Washington; ср. севернокит. Huáshèngdùn)
- 麥當勞 [麦当劳] кант. mahk dōng lòuh «улица Макдоннела (Гонконг); ресторан Макдональдс» (англ. MacDonnell; ср. севернокит. mài dāng láo)
- 邏輯 [逻辑] севернокит. luó jí «логика» (англ. logic; ср. кант. lòh chāp, хокло lô-chhip)
- 高爾夫 [高尔夫] севернокит. gāo ěr fū «гольф» (англ. golf; ср. кант. gōu yíh fū, хокло ko-ní-hu)
- 可樂 [可乐] севернокит. kě lè «кола» (англ. cola; ср. кант. hó lohk)

## Антропонимика
Китайские имена традиционно используются носителями китайских языков и корейского. Полные имена обычно трёхсложные, с односложной фамилией и двусложным личным именем, хотя существует и другие комбинации. Фамилия наследуется детьми от отца, однако жены обычно не берут фамилии мужей. Из фамилий наиболее распространены:
- в Северном Китае — Ван 王, Чжан 張 [张], Ли 李
- в Южном Китае — Чан 陳 [陈], Лам 林, Вонг 黃
- в Корее — Ким 金, Ли 李, Пак 朴

Традиционно один человек мог иметь несколько личных имён: основное имя (名), детское имя (乳名), взрослое имя (字), прозвище (號 [号]), посмертное имя (諡 [谥]) и т. д., ныне это не практикуется, человек обычно имеет лишь одно официальное имя. В западных языках, включая русский, двусложные имена традиционно записывались через дефис, ныне такое написание сохраняется только в английском для тайваньцев, гонконгцев, корейцев, тогда как имена, транскрибированные пиньинем, записываются слитно. Также двусложные имена могли записывать с пробелом между слогами, в английском это более распространено в именах сингапурцев, в русском же языке так сейчас пишутся преимущественно корейские имена.

## Комментарии
1. 1 2 3 4  Здесь "*C." означает в точности неустановленную согласную.
2. 1 2 3  В современных японском и корейском языках чаще используются чтения ちゃ cha и 차 cha соответственно, оба — поздние заимствования из новокитайских.
3. ↑  Фамилия Chiang здесь транскрибирована с севернокитайского по Уэйду-Джайлзу, тогда как имя Kai-shek — с кантонского.